# Panavia Tornado
El Panavia Tornado es un avión de combate bimotor con ala de geometría variable que fue desarrollado conjuntamente por Reino Unido, Alemania Occidental e Italia en los años 1970. Se crearon tres versiones principales de este avión: el cazabombardero Tornado IDS, el avión de supresión de defensas aéreas enemigas Tornado ECR y el interceptor Tornado ADV.
El Tornado fue desarrollado y fabricado por Panavia Aircraft GmbH, un consorcio trinacional formado por las empresas British Aerospace (anteriormente British Aircraft Corporation) de Reino Unido, MBB de Alemania y Alenia Aeronautica de Italia. Su primer vuelo tuvo lugar el 14 de agosto de 1974, entrando en servicio entre 1979 y 1980. Debido a su carácter polivalente, fue capaz de reemplazar a varios modelos diferentes de aeronaves en las fuerzas aéreas que lo adoptaron. La Real Fuerza Aérea Saudí fue el único operador de exportación del Tornado aparte de las fuerzas aéreas de los países socios. Tras la entrada en servicio del avión, la colaboración también se ha mantenido con la puesta en marcha de una unidad de entrenamiento y evaluación trinacional (Tri-National Tornado Training Establishment) en la base de la RAF Cottesmore, Inglaterra.
El Tornado se estrenó en combate en 1991 durante la guerra del Golfo con la Real Fuerza Aérea británica (RAF), con la Aeronáutica Militar Italiana y también con la Real Fuerza Aérea Saudí, donde llevó a cabo numerosas misiones de ataque mediante incursiones a baja altitud. También fue ampliamente usado en conflictos posteriores como la guerra de Bosnia, la guerra de Kosovo, la guerra de Irak y la intervención militar en Libia de 2011, así como en misiones en Afganistán y Yemen. En total, incluyendo todas las versiones fabricadas para los tres socios del programa y para Arabia Saudita, se han fabricado 991 unidades.

## Desarrollo

### Proyecto AFVG

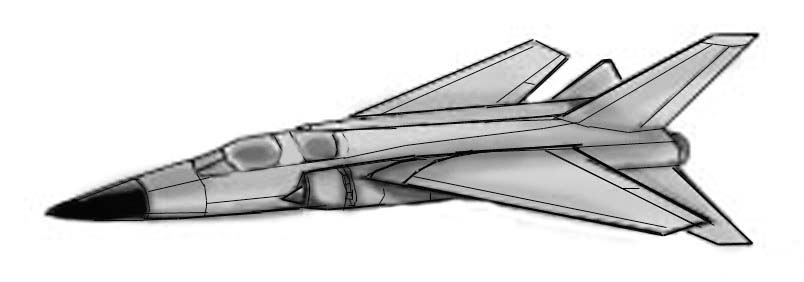
Diseño conceptual del proyecto AFVG de 1965.

Durante los años 1960, los diseñadores aeronáuticos estudiaban diseños con alas de geometría variable para combinar la maniobrabilidad y la eficiencia en crucero de las alas rectas con la velocidad de las alas en flecha. En aquella época el Reino Unido había cancelado el programa de desarrollo del BAC TSR-2 y posteriormente la adquisición de aviones F-111K, por lo que todavía estaba buscando un reemplazo para sus aviones de bombardeo Avro Vulcan y ataque Blackburn Buccaneer. El Reino Unido y Francia habían iniciado en 1965 el proyecto AFVG (Anglo French Variable Geometry, Geometría Variable Anglo Francesa), pero este había terminado con la retirada francesa en 1967. Los británicos continuaron desarrollando un avión de geometría variable similar al propuesto AFVG, y buscaban nuevos socios con el fin de llevarlo a cabo.

### Proyecto MRCA

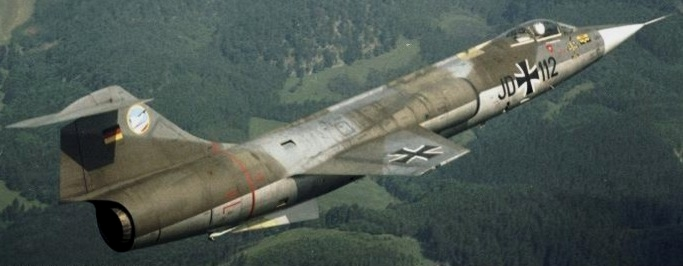
Un F-104G Starfighter de la Luftwaffe volando en 1965, el proyecto MRCA se creó para sustituir este modelo en varias fuerzas aéreas.

En 1968, Alemania Occidental, los Países Bajos, Bélgica, Italia y Canadá formaron un grupo de trabajo para examinar sustitutos para el Lockheed F-104 Starfighter; inicialmente fue denominado MRA (Multi Role Aircraft, Avión Polivalente), pero posteriormente recibió la denominación MRCA (Multi Role Combat Aircraft, Avión de Combate Polivalente). Todos los países socios tenían flotas envejecidas que necesitaban reemplazar, pero como las necesidades eran tan diversas se decidió desarrollar un único avión que pudiese realizar una serie de misiones que previamente eran llevadas a cabo por un conjunto de aeronaves diferentes. El Reino Unido se unió al grupo MRCA en 1968, representado por el Vicemariscal del Aire Michael Giddings, firmándose un memorándum de acuerdo entre el Reino Unido, Alemania Occidental e Italia en mayo de 1969. A finales de 1968, las posibles compras de los seis países ascendían a 1500 aviones en total, pero Canadá y Bélgica abandonaron el programa antes de que se firmaran los compromisos a largo plazo; Canadá consideró el proyecto políticamente desagradable, ya que hubo una percepción en los círculos políticos de que gran parte de las especificaciones y de la fabricación estaba concentrada en Europa Occidental. Por otra parte, Bélgica había aceptado la oferta propuesta por Francia del Dassault Mirage 5, que propició la duda sobre si el MRCA valdría la pena desde el punto de vista operacional belga.
Conceptualmente, el proyecto MRCA pretendía producir un avión para llevar a cabo misiones de ataque táctico, reconocimiento, defensa aérea y ataque marítimo, permitiendo el reemplazo de múltiples aviones que en ese momento se encontraban en servicio en los países socios. Durante la definición del avión se estudiaron varios conceptos que incluían diseños alternativos con ala fija y con uno o dos motores. Los cuatro países socios restantes —Reino Unido, Alemania, Italia y los Países Bajos— formaron el consorcio Panavia Aircraft GmbH el 26 de marzo de 1969. Sin embargo, los Países Bajos abandonaron el proyecto en 1970, alegando que el avión era demasiado complicado y técnico para las preferencias de la Real Fuerza Aérea de los Países Bajos, que buscaba un avión sencillo con maniobrabilidad excepcional. El proyecto recibió un golpe adicional cuando en 1972 Alemania redujo el requerimiento de aviones de 600 iniciales a 324, casi la mitad.

### Acuerdo final

Escarapela trinacional formada por las banderas de los tres países socios, fue usada en aviones prototipo y preserie.

En el acuerdo final, el Reino Unido y Alemania Occidental se quedaron con una participación en el desarrollo del 42.5 % cada uno, mientras que el 15 % restante fue para Italia; esta división del trabajo de desarrollo fue fuertemente influenciada por el regateo político internacional. Los porcentajes de carga de trabajo de producción variaron significativamente: 47.6 % Reino Unido, 40 % Alemania y 12.4 % Italia. El fuselaje frontal y el conjunto de cola fueron asignados a la compañía aeronáutica británica BAC (convertida en British Aerospace a partir de 1977); el fuselaje central a la alemana MBB (DASA a partir de 1989); y las alas a la italiana Aeritalia (Alenia Aeronautica a partir de 1990). De forma similar, se empleó el trabajo compartido entre las tres naciones para la producción de los motores, el equipamiento general y la aviónica. En junio de 1970 se formó una compañía multinacional independiente, Turbo Union, para desarrollar y fabricar los motores RB199 para el avión, cuya propiedad quedó repartida de forma similar: un 40 % de la británica Rolls-Royce, otro 40 % de la alemana MTU y un 20 % de la italiana FIAT.

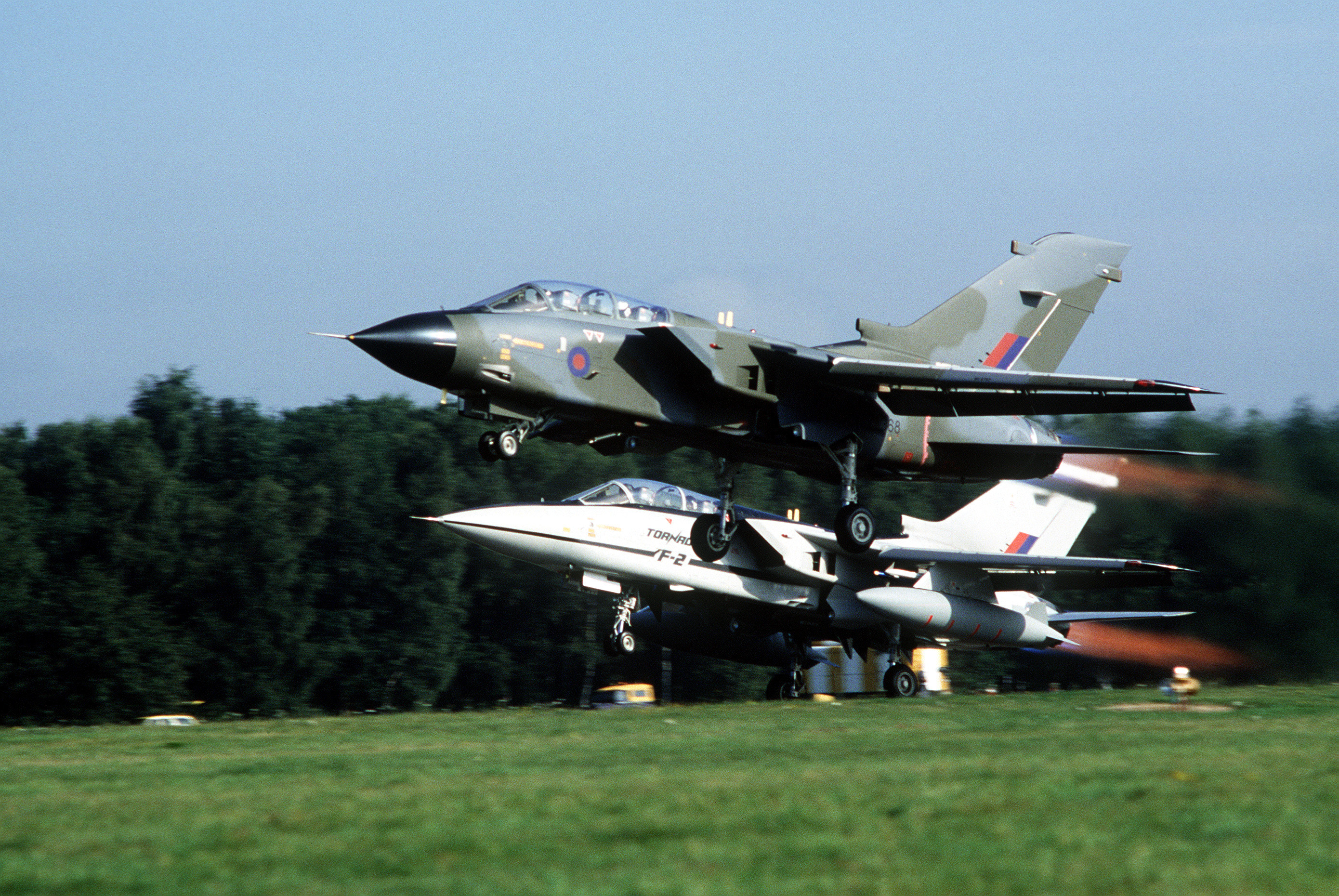
Despegue en formación de un Tornado IDS GR.1 y un prototipo de Tornado ADV F.2 de la RAF.

En la conclusión de la fase de definición, el proyecto en mayo de 1970 los diseños conceptuales se redujeron a dos: el monoplaza denominado Panavia 100, que inicialmente era preferido por Alemania Occidental, y el biplaza Panavia 200, que era preferido por la Real Fuerza Aérea británica y se convertiría en el avión a desarrollar, denominado oficialmente PA-200 Tornado en septiembre de 1974. En septiembre de 1971 los tres gobiernos firmaron un documento de intención de proceder (ITP). En ese momento la aeronave fue destinada únicamente para la misión de ataque a baja cota, donde fue visto como una amenaza viable para las defensas soviéticas. Esta primera versión sería conocida como Tornado IDS (InterDictor/Strike, ‘Interdictor/Ataque’). El Jefe del Estado Mayor de Defensa británico anunció que «unos dos tercios de la línea de frente de combate estarían compuestas de este único modelo de avión básico». Por otro lado, se continuó el desarrollo de la versión Tornado ADV, un interceptor para la Real Fuerza Aérea británica.

### Tornado ADV

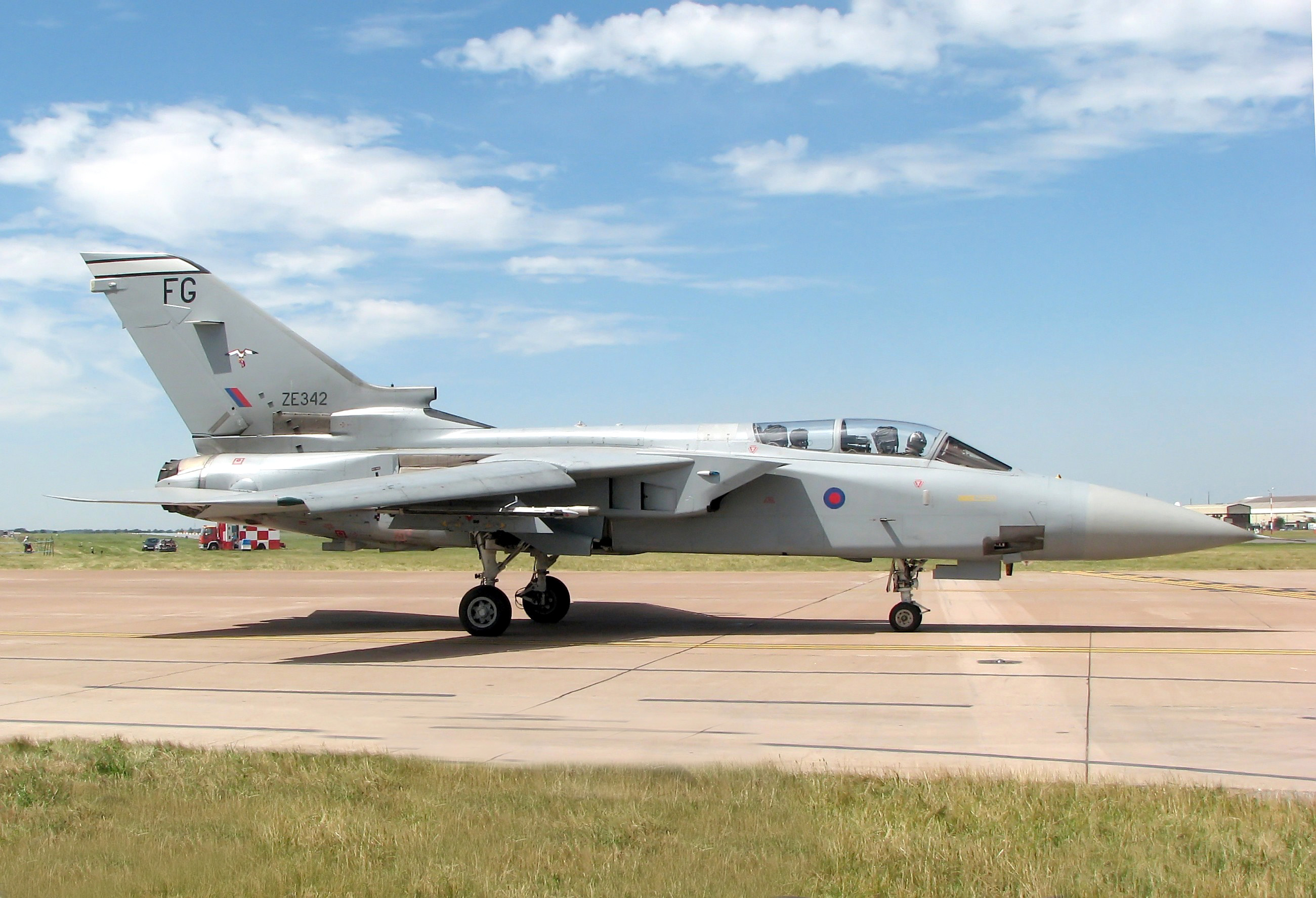
Tornado F.3 británico preparado para despegar en la exhibición RIAT de 2006.

El Tornado ADV (Air Defence Variant, ‘Variante de Defensa Aérea’) fue desarrollado para cumplir con el requerimiento ASR.395 (Air Staff Requirement 395) de la RAF de un interceptor de largo alcance para reemplazar a los modelos Lightning F.6 y Phantom FGR.2. Al comienzo del proyecto MRCA en 1968, el Reino Unido ya tenía la intención de desarrollar el Tornado en la función de interceptor. Su desarrollo fue aprobado el 4 de marzo de 1976, siendo British Aerospace la empresa encargada de ello. Ese mismo año se descubrieron tentativas de espionaje de la Unión Soviética sobre el caza en desarrollo.

### Prototipos
Se construyeron diez prototipos de la versión IDS, asignados de la siguiente manera: cinco a Reino Unido, incluyendo un entrenador y un ejemplar para pruebas en tierra, tres a Alemania y dos a Italia. El primer prototipo, el P.01 asignado a Alemania con matrícula D9591, realizó su primer vuelo el 14 de agosto de 1974 con Paul Millett y Nils Meister como tripulantes de pruebas. Todos los prototipos estaban plenamente instrumentados, y además todos portaban un completo equipo de prueba capaz de monitorizar 460 parámetros de la aeronave. Este sistema también era capaz de transmitir hasta 150 parámetros en un momento dado a una estación en tierra.
Por otra parte, y unos años más tarde, Reino Unido produjo tres prototipos de la versión ADV bajo la designación de versión F.2, sus matrículas eran ZA254, ZA267 y ZA283. El primer prototipo, el A.01 ZA254, fue presentado en el Aeródromo de Warton el 9 de agosto de 1979 y voló por primera vez el 27 de octubre de ese mismo año. Lo hizo con David Eagles como piloto de pruebas y Roy Kenward como observador de prueba en vuelo.

### Preproducción
Se construyeron seis ejemplares de preproducción de la versión IDS, asignados de la siguiente manera: tres a Alemania, dos a Reino Unido y uno a Italia. Estos ejemplares incluyeron diversas modificaciones hasta alcanzar el estándar de producción. El avión de preserie PS.16 98+03 posteriormente se convertiría en el prototipo de la versión de guerra electrónica Tornado ECR, versión que voló por primera vez el 18 de agosto de 1988.
De la versión ADV se hizo un pedido inicial de dieciocho aviones F.2, siendo los seis primeros producidos de la versión de entrenamiento F.2T. Sin embargo, durante su producción se terminó una nueva versión del motor RB199 que hizo variar la cadena de producción. Esta nueva versión del motor, designada RB199-34R Mk.104, incorporó una tobera más grande que producía un empuje significativamente mayor. El nuevo motor era aproximadamente 35 cm más largo que el Mk.103 y el avión requería una modificación de la estructura antes de poderlo instalar. El prototipo A.02 ZA267 fue el primer ejemplar en volar utilizando los nuevos motores y por tanto se convirtió en el prototipo de la versión F.3.

### Producción
El contrato para el Lote 1 de producción en serie se firmó el 29 de julio de 1976. El 5 de junio de 1979 se entregó el primer avión a la Real Fuerza Aérea británica y el día siguiente la Luftwaffe alemana recibió su primer ejemplar. El primer Tornado italiano fue entregado más tarde, el 25 de septiembre de 1981. El 29 de enero de 1981, se inauguró oficialmente el TTTE (Tri-national Tornado Training Establishment, Establecimiento de Entrenamiento del Tornado Trinacional) en la base RAF Cottesmore, que permaneció activo entrenando pilotos de todos los países usuarios del Tornado hasta el 31 de marzo de 1999. El 500.º Tornado producido fue entregado a Alemania Occidental el 19 de diciembre de 1987.

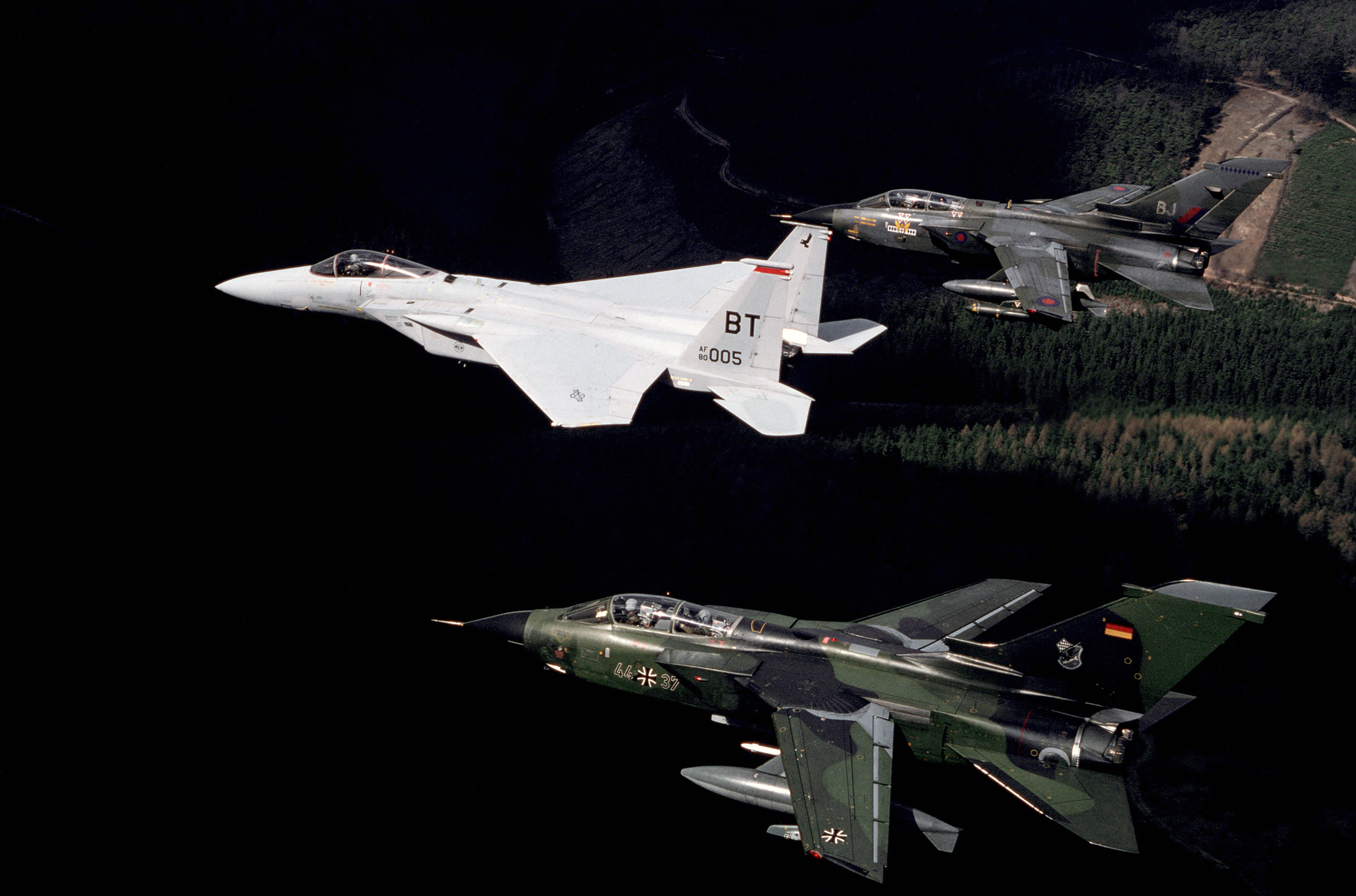
Formación que incluye un F-15C Eagle de la USAF, un Tornado alemán y un Tornado británico en 1987.

Se buscaron clientes para la exportación después de que la República Federal de Alemania retirara sus objeciones a exportar el avión, pero Arabia Saudita fue el único de los cuatro clientes que surgieron que concretó su pedido, ya que los otros lo cancelaron. El acuerdo de compra del Tornado fue parte de los controvertidos contratos de venta de armamento Al Yamamah entre BAE Systems y el Gobierno Saudí. Omán se había comprometido a comprar ocho aviones Tornado ADV y el equipamiento para operar con ellos por un valor total de 250 millones de libras esterlinas el 14 de agosto de 1985, pero canceló el pedido en 1990 debido a dificultades financieras. Jordania había realizado un pedido de ocho aviones Tornado IDS, pero también canceló el encargo por dificultades financieras. Y Malasia había encargado doce aparatos Tornado, reducidos posteriormente a ocho, pero el 21 de mayo de 1990 se anunció que el gobierno de Malasia había cancelado su pedido al completo, convirtiéndose en el tercer país en cancelar la compra de este avión.
Por otra parte, Australia consideró la adquisición del Tornado para reemplazar sus cazas Dassault Mirage III, pero en su lugar eligió el McDonnell Douglas F/A-18 Hornet. España evaluó el Tornado como candidato para el Programa FACA, pero fue descartado y finalmente también eligió el Hornet (EF-18). La República de China (Taiwán) mostró interés en adquirir la variante Tornado ECR, pero no concretó ningún pedido.
La producción del Tornado finalizó en septiembre de 1998; el último avión, un IDS para la Real Fuerza Aérea Saudí, fue completado por British Aerospace ese año. En 2008, la revista Air Forces Monthly calificó al Tornado como «durante más de un cuarto de siglo... el avión militar más importante en Europa Occidental».
| Ejemplares producidos por lote / país. |        |        |        |        |        |        |        |        |        |       |
|                                        | Lote 1 | Lote 2 | Lote 3 | Lote 4 | Lote 5 | Lote 6 | Lote 7 | Lote 8 | Lote 9 | Total |
| Reino Unido                            | 23     | 55     | 68     | 80     | 54     | 68     | 67     |        |        | 415   |
| Alemania                               | 17     | 40     | 68     | 64     | 70     | 63     | 35     |        |        | 357   |
| Italia                                 |        | 15     | 28     | 27     | 29     |        |        |        |        | 99    |
| Arabia Saudita                         |        |        |        |        | 20     | 24     | 28     |        | 48     | 120   |
| Total                                  | 40     | 110    | 164    | 171    | 173    | 155    | 130    | 0      | 48     | 991   |

### Capacidad nuclear
El Tornado también tiene capacidad de lanzar armas nucleares. En 1979 el Reino Unido estaba considerando reemplazar sus misiles balísticos lanzados desde submarinos Polaris, bien con submarinos equipados con misiles Trident o alternativamente usando el Tornado como principal portador de su disuasión nuclear. A pesar de que el Trident se convirtió en el arma estratégica de disuasión nuclear del Reino Unido, se asignaron escuadrones de aviones Tornado bajo mando del Comandante Aliado Supremo en Europa (SACEUR) con base en Alemania para la misión de atacar una hipotética gran ofensiva soviética empleando tanto armas convencionales como bombas nucleares WE.177. En el contexto de la Guerra Fría, a los Tornado IDS de Alemania e Italia se le añadió la capacidad de portar bombas nucleares B61 del arsenal estadounidense en caso de guerra nuclear.

## Diseño

### Visión general
El Tornado fue diseñado como un bombardero supersónico de ataque a tierra a baja cota, de peso medio, bimotor, capaz de despegar y aterrizar en distancias cortas, para poder operar en bases aéreas de países aliados. Esto requiere buenas características de vuelo tanto a alta velocidad y gran altitud, como a baja velocidad y baja altitud, donde el aire es más denso, húmedo y pesado, y generalmente se necesitan dos tipos diferentes de aviones de combate, para poder tener mayor ventaja en un combate aéreo a diferente velocidad y altitud.
Para lograr que un avión tenga un buen rendimiento a gran velocidad, normalmente se diseña con alas en forma de flecha con un ángulo muy agudo o de delta. Sin embargo, estos diseños de ala son muy ineficientes a bajas velocidades y baja altitud, especialmente en el momento del aterrizaje, presentan pérdida de sustentación si reducen mucho la velocidad en el momento del aterrizaje y al inclinar la nave en un ángulo agudo.
Para que un avión se comporte eficazmente a velocidades altas y bajas, conviene una configuración de geometría variable, que es lo que se incorporó en el diseño del Tornado. Como desventaja lógica, estos sistemas resultan más complicados y caros de mantener, son pesados y es necesario fabricar un avión más grande, de alto costo de producción y alto costo operativo.
Con las alas retraídas hacia atrás, el Tornado IDS aumenta su capacidad de vuelo a alta velocidad y a baja altitud, mediante la reducción de la resistencia aerodinámica. Cuando se retraen, las alas se introducen parcialmente en el fuselaje, reduciendo la superficie alar y la sección frontal de ala expuesta. Esto hace que la aeronave sea poco sensible a vientos turbulentos de bajo nivel, haciendo mucho más cómodo el vuelo a la tripulación y convirtiendo al avión bombardero, en una plataforma más estable desde la que apuntar y lanzar bombas no guiadas a baja altitud, y logrando volar a una gran velocidad por la menor resistencia al aire, sin aumentar el consumo de combustible y logrando reducir su marca de radar y marca térmica.

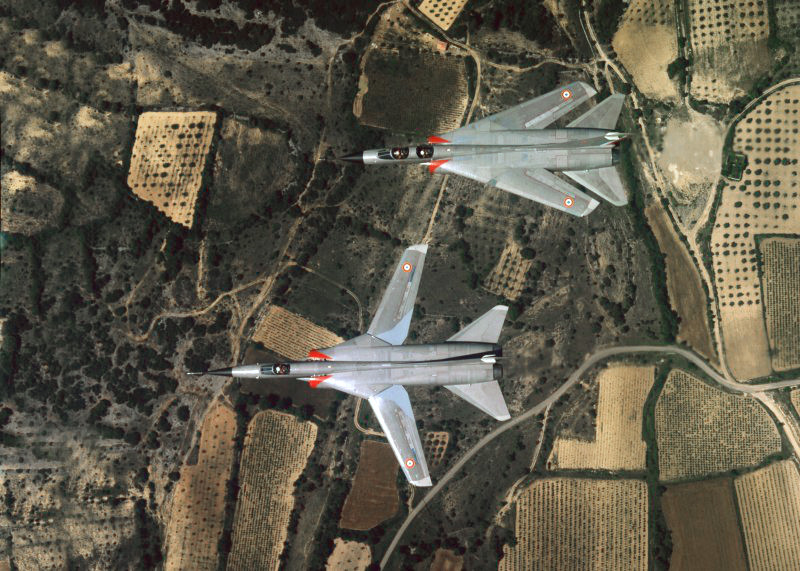
Dos prototipos Dassault Mirage G, uno en configuración flecha máxima y otro en flecha mínima, con alas de geometría variable.

También es posible mejorar su rendimiento de vuelo, en las misiones de largo alcance con vuelos a gran altitud y velocidad, donde el aire es más ligero, delgado y es necesario cambiar el desempeño de la nave, donde los aviones de ala en delta tienen una mayor ventaja, como el Dassault Mirage 2000, esto permite reducir su consumo de combustible durante las misiones de penetración profunda en territorio enemigo, aumentar el rango operativo de las misiones de combate y mejorar la maniobrabilidad del avión en diferentes altitudes operativas, donde las alas se pueden retraer y extender en forma automática, según las necesidades de vuelo, clima y las misiones de combate.
En vuelos a baja altitud y velocidad, puede extender las alas para mejorar su maniobrabilidad y facilitar las operaciones de aproximación a la pista de aterrizaje, logrando reducir la velocidad para el aterrizaje y reducir la extensión necesaria de la pista de aterrizaje, para permitir sus operaciones en varias pistas de aterrizaje de bases militares de países aliados miembros de la OTAN y aeropuertos civiles, esto también le podría permitir participar en misiones de combate contra otros aviones de combate, en la misión de escolta de bombarderos de largo alcance, con una gran capacidad de supervivencia, al aumentar la superficie alar, aumenta también la sustentación, puede reducir la velocidad sin perder sustentación, mejora la maniobrabilidad del avión y lograr realizar giros cerrados, como un avión de combate convencional, algo muy difícil de lograr para un avión bombardero convencional.
El avión fue diseñado para estar basado en tierra y operar desde grandes aeródromos, que pueden ser considerados como vulnerables a ataques aéreos. Por lo tanto, durante el desarrollo de la aeronave, se consideró esencial la capacidad de aterrizaje en pistas cortas, con el fin de que pudiera operar sobre trozos cortos de pistas potencialmente dañadas, sobre calles de rodaje, pistas secundarias y carreteras. Con las alas completamente desplegadas, el Tornado IDS genera mayor sustentación debido a la mayor superficie alar expuesta y al uso de los dispositivos hipersustentadores flaps y slats en toda la envergadura del ala, que mejora su maniobrabilidad a baja altitud y velocidad.
Esto genera una mayor sustentación a menor velocidad, reduciendo la velocidad de aterrizaje mínima requerida y, por tanto, permitiendo distancias de aterrizaje más cortas y seguras, esto aumenta la vida operativa del avión, evita daños en el tren de aterrizaje y el fuselaje, algo muy común en los aviones diseñados para tener alta velocidad, que necesitan mantenerse volando a alta velocidad para lograr aterrizar sin perder sustentación y necesitan pistas de aterrizaje de primer nivel, con gran extensión para poder aterrizar y detener el avión, incluso con el despliegue de paracaídas de frenado.
Para ayudar más aún a mejorar esta característica de aterrizaje en pistas cortas y no preparadas, se equiparon motores con empuje inverso, siendo el Saab 37 Viggen sueco el único caza con el que comparte esta característica. Los inversores de empuje son pequeñas cubiertas que se extienden desde el fuselaje central, junto a los motores gemelos, sobre la salida de escape de gases de los motores, para que los gases de escape de los motores cambien su flujo hacia adelante, logrando reducir la velocidad del avión, como lo hacen los motores de los modernos aviones de transporte de pasajeros, con las cubiertas sobre los motores, provocan la aparición de hollín en la parte baja del estabilizador vertical.
Es un avión bombardero de diseño biplaza, bimotor, grande y pesado, con el piloto y el Oficial de Sistemas Defensivos, sentados en tándem uno delante de otro, para trabajar juntos en las misiones de ataque a tierra, lanzar bombas de precisión de guía láser y GPS, misiles crucero, misiles navales, bombas convencionales de caída libre y bombas de racimo, con vuelos rasantes a gran velocidad, volando bajo entre las montañas para mantenerse oculto a las señales de radares enemigos y con capacidad de vuelo nocturno, en todo tipo de clima sin necesidad de apoyo de los radares de base en tierra; también puede efectuar misiones de ataque nuclear de larga distancia, por lo que su entrada operativa reemplazó en forma programada a los aviones bombarderos de Inglaterra Avro 698 Vulcan y también puede efectuar misiones de ataque a baja altitud, en misiones de penetración profunda sobre territorio enemigo, por lo que también reemplaza a las funciones operativas del afamado Avión de ataque a tierra supersónico SEPECAT Jaguar, formando una moderna ala de combate con el nuevo caza polivalente Eurofighter Typhoon como avión escolta.

### Motor
Reino Unido consideró esencial la elección de Rolls-Royce para desarrollar el avanzado motor para el MRCA, y se opuso firmemente al uso de un motor de fabricación estadounidense, hasta el punto de que Reino Unido se podría haber retirado a raíz de una elección diferente. En septiembre de 1969 fue seleccionado el motor RB199 propuesto por el fabricante británico, una ventaja sobre la opción de la competencia estadounidense era que se había acordado una transferencia de tecnología a los países socios; el motor iba a ser desarrollado y producido por una compañía conjunta, Turbo-Union. El programa se retrasó debido a la entrada en quiebra de Rolls-Royce en 1971 que llevó a su estatización, pero el proceso de colaboración multinacional fue beneficioso para evitar una interrupción importante en el programa Tornado.
En la etapa inicial de introducción en servicio, las palas de la turbina del motor tenían una vida corta, este problema fue rectificado mediante la actualización de los primeros motores por nuevas versiones que se hicieron del motor. La versión final de producción cumplía los estándares de fiabilidad y rendimiento, aunque los costes de desarrollo fueron mayores de lo previsto inicialmente, en parte debido a los ambiciosos requisitos de rendimiento. Se ideó un modelo de mayor potencia, destinado a la variante de defensa aérea del Tornado, pero no llegó a ser solicitado.
| Versiones del Turbo-Union RB199 que equipan los Tornado |                           |               |                           |
| Modelo                                                  | Equipado en               | Empuje normal | Empuje con postcombustión |
| RB199-34R Mk.101                                        | IDS, hasta Lote 3         | 35,79 kN      | 71,13 kN                  |
| RB199-34R Mk.103                                        | IDS, Lote 4 y posteriores | 42,95 kN      | 75,27 kN                  |
| RB199-34R Mk.104                                        | ADV F.3                   | 40 kN         | 75,57 kN                  |
| RB199-34R Mk.105                                        | ECR                       | 43,15 kN      | 81,4 kN                   |

### Cabina y controles

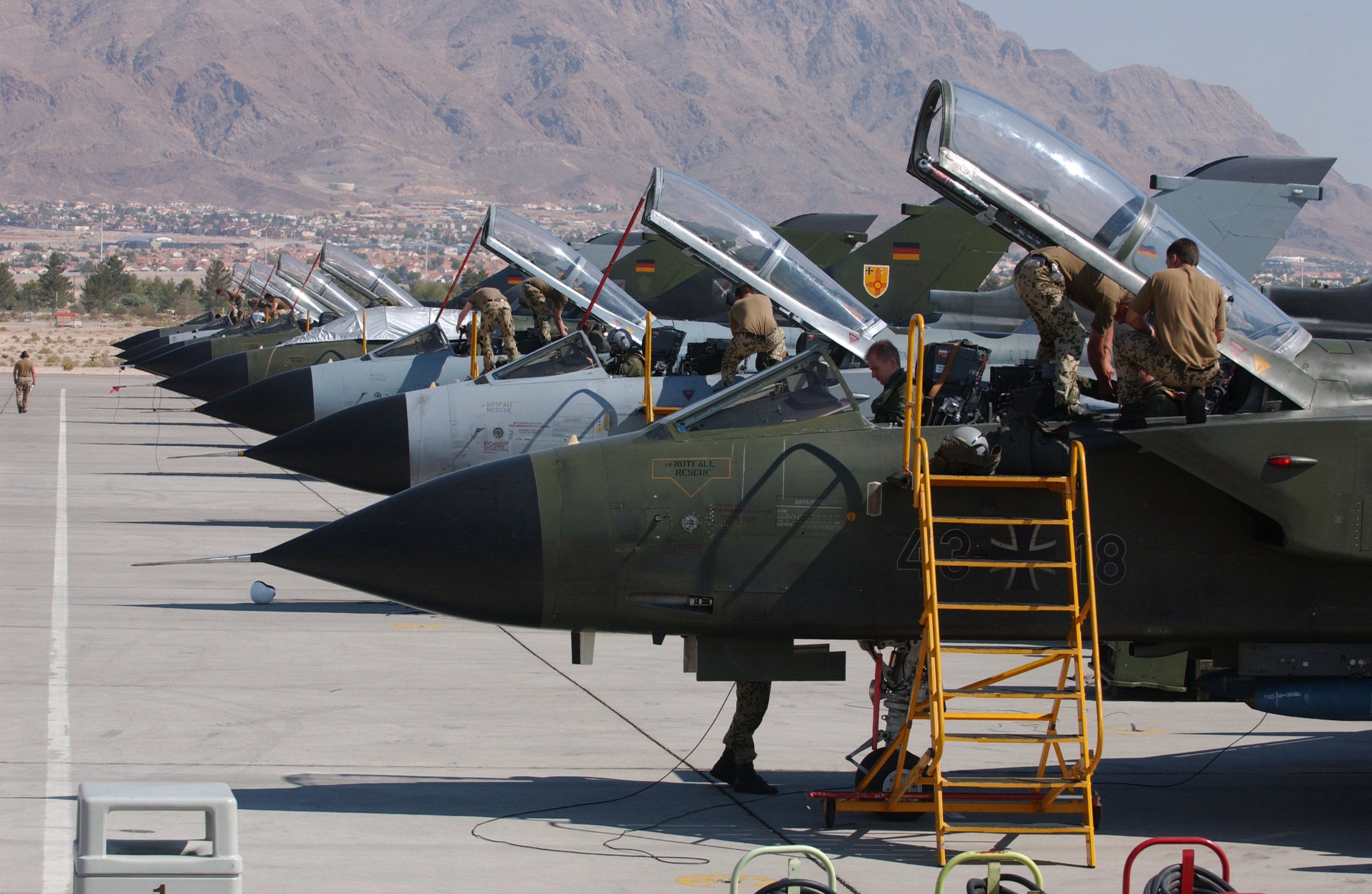
Tornados IDS alemanes durante los entrenamientos Red Flag de 2007 en la Nellis AFB, Nevada.

La cabina tiene un diseño convencional con una palanca de control central y mando de gases en la mano izquierda. Los controles son de tipo fly-by-wire digitales de triple redundancia con un sistema mecánico de reserva. Cuando el piloto quiere volar a bajas velocidades utiliza una palanca de selección en la cabina para desplegar las alas, maximizando la sustentación. Para volar más rápido en las misiones de combate, las alas se repliegan hacia atrás para reducir la resistencia al aire. En vuelo el Tornado GR.4 se puede configurar en tres ángulos de flecha —25, 45 y 67 grados— con un rango de velocidades apropiado a cada una de estas posiciones.
El ángulo de la flecha también se puede variar automáticamente en función de la carga que lleve el aparato, puesto que ésta afecta también a la sustentación y a la resistencia del avión, al retraer las alas se reduce el área y tamaño de las alas, también se reduce la sustentación en el aire y capacidad de carga, a medida que reduce el peso por el consumo de combustible y al liberar las armas durante el ataque, las alas se pueden retraer más todavía en forma automática, para aumentar la velocidad y reducir el consumo de combustible, aumentando su rango operativo.

### Radar
El Tornado IDS incorpora un radar combinado de navegación y ataque Decca Doppler Tipo 72 que realiza simultáneamente actividades de búsqueda, trazado de mapas y seguimiento del terreno, su alcance máximo es de 240 km. Diseñado para las misiones de ataque a tierra, tiene una capacidad de combate aire-aire limitada que solo permite el uso de misiles aire-aire de corto alcance AIM-9 Sidewinder o AIM-132 ASRAAM. En cambio, el interceptor ADV tiene un sistema de radar distinto, el AI.24 Foxhunter fabricado por GEC-Marconi y Ferranti, capaz de rastrear continuamente veinte blancos aéreos a distancias de hasta 160 km. Este radar le da al ADV la capacidad de combatir «más allá del alcance visual» utilizando misiles aire-aire de largo alcance Skyflash o AIM-120 AMRAAM.

### Sistemas de armas

#### IDS / ECR
El armamento interno del Tornado IDS consiste en dos cañones automáticos Mauser BK 27, de calibre 27 mm, que tienen una cadencia de tiro seleccionable entre 1000 o 1700 disparos por minuto. Están ubicados en los laterales de la parte baja del morro del avión y cada uno dispone de una munición de 180 proyectiles.
En el exterior dispone de hasta diez puntos de anclaje. Bajo el fuselaje tiene tres pilones con un total de siete puntos de anclaje, que se pueden usar como cuatro soportes de carga ligera o tres de carga pesada. Bajo las alas tiene cuatro pilones móviles (para contrarrestar la rotación de las alas) y dos lanzadores de misiles aire-aire de corto alcance acoplados en los laterales internos de los pilones centrales.
En estos soportes puede cargar un conjunto de armamento lanzable aire-superficie, dos misiles aire-aire de corto alcance para autodefensa, un máximo de cuatro depósitos de combustible externos y también varios tipos de contenedores (pods). En la siguiente tabla se muestra toda la carga externa que se puede montar en un Tornado IDS / ECR y los países operadores.
| Armamento aire-aire |                                        |
| Misiles de corto alcance | AIM-9 Sidewinder AIM-132 ASRAAM IRIS-T |
| Armamento aire-superficie |                                        |
| Misiles antibuque | AS.34 Kormoran Sea Eagle               |
| Misiles antirradiación | AGM-88 HARM ALARM                      |
| Misiles antitanque | Brimstone                              |
| Misiles de crucero | Storm Shadow Taurus KEPD 350           |
| Bombas guiadas | Paveway II Paveway III Paveway IV JDAM |
| Bombas de caída libre o retardadas                                                                                                   | Varios tipos                           |
| Bombas de racimo | BL755 MW-1 JP233                       |
| Bombas nucleares | B61 WE.177 (retirada en 1998)          |
| Tanques auxiliares |                                        |
| Un máximo de cuatro tanques de combustible externos de 2250 litros. Un buddy de reabastecimiento de 1136 litros en el pilón central. |                                        |
| Contenedores |                                        |
| Designadores de blancos | LITENING CLDP TIALD                    |
| Reconocimiento | RECCE RAFAEL Reccelite DJRP RAPTOR     |
| Contramedidas electrónicas | Sky Shadow TSPJ                        |
| Dispensador de chaff y bengalas | Bofors BOZ-107 Saab BOZ-EC             |

#### ADV

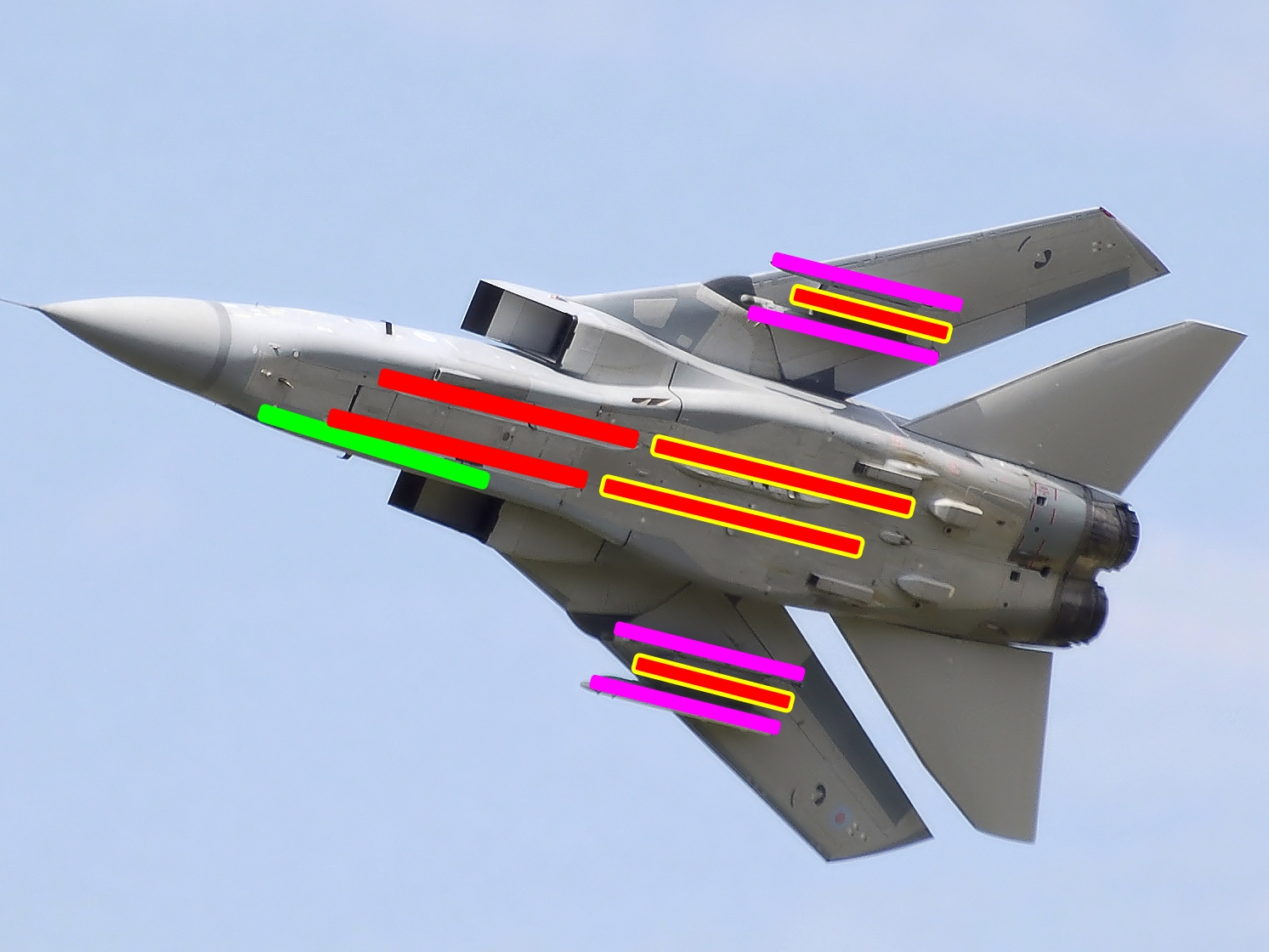
Pilones de anclaje.
Con capacidad para depósitos de combustible.
Lanzadores de misiles aire-aire.
Posición del cañón interno.

Como armamento interno, el Tornado ADV tiene solo uno de los cañones Mauser BK 27 de calibre 27 mm ubicado en el lateral derecho del fuselaje frontal del avión y dispone de una munición de 180 proyectiles.
En el exterior, la versión F.3 dispone de hasta diez puntos de anclaje, cuatro de ellos ubicados bajo el fuselaje para misiles aire-aire de medio/largo alcance. Bajo las alas tiene solo dos pilones (móviles debido a la geometría variable), pero con un total de cuatro lanzadores de misiles aire-aire de corto alcance acoplados en los laterales de los mismos. Puede cargar solamente misiles aire-aire y un máximo de cuatro depósitos de combustible externos (dos en los pilones subalares en misión de combate y dos adicionales bajo el fuselaje, prescindiendo de misiles para vuelo en ferry). No obstante, con la actualización EF.3 también puede portar misiles antirradar ALARM.
| Misiles aire-aire       |                                  |
| De corto alcance        | AIM-9L Sidewinder AIM-132 ASRAAM |
| De medio/largo alcance  | Skyflash AIM-120 AMRAAM          |
| Misiles aire-superficie |                                  |
| Misiles antirradiación  | ALARM (EF.3)                     |

## Componentes

### Electrónica
| Sistema                                                       | País                                    | Fabricante                      | Notas                                                                        |
| ------------------------------------------------------------- | --------------------------------------- | ------------------------------- | ---------------------------------------------------------------------------- |
| Lenguaje de programación                                      |                                         |                                 | Ensamblador (originalmente), Ada (Alemania: ASSTA, IDS y ECR, desde el 2000) |
| Sistema de control de vuelo                                   |                                         |                                 | Triple FBW híbrido. Bucle completamente cerrado.                             |
| Auto-GCAS                                                     |                                         |                                 | No                                                                           |
| Computadora principal (opción)                                | Bandera de Alemania                     | LITEF                           | EnMC-P (Italia)                                                              |
| Computadora principal (opción)                                | Bandera de Alemania                     | LITEF                           | EnMC-P2 (Alemania)                                                           |
| Computadora principal (opción)                                | Bandera de Alemania                     | LITEF                           | UMC (UK: GR.4 Package 2, 2001 - Arabia Saudita: 2007)                        |
| Lenguaje de programación de la UMC                            |                                         |                                 | Ada                                                                          |
| CPUs de la UMC                                                | Bandera de Estados Unidos               | Motorola                        | PowerPC 603                                                                  |
| ACAS II                                                       | Bandera de Estados Unidos               | Honeywell                       | UK (GR.4)                                                                    |
| Sistema de información del radar (opción)                     | Bandera del Reino Unido                 | BAE Systems                     | TARDIS (UK: GR.4 Package 3, 2009 - Arabia Saudita)                           |
| Lenguajes de programación del TARDIS                          |                                         |                                 | C, C++                                                                       |
| Base de datos embebida del TARDIS                             | Bandera de Estados Unidos               | McObject                        | eXtremeDB                                                                    |
| Sistema operativo de tiempo real del TARDIS                   | Bandera de Estados Unidos               | Wind River Systems              | VxWorks                                                                      |
| CPUs del TARDIS                                               | Bandera de Estados Unidos               | Freescale                       | PowerPC                                                                      |
| Radar (ADV, F3)                                               | Bandera del Reino Unido                 | GEC-Marconi Ferranti            | Modelo AI.24 Foxhunter                                                       |
| Radar combinado de trazado de mapas y seguimiento del terreno | Bandera del Reino Unido                 | Decca Radar                     | Modelo Doppler Tipo 72                                                       |
| Pod dispensador de chaff y bengalas (opción)                  | Bandera de Suecia                       | CelsiusTech                     | Modelo BOZ-101                                                               |
| Pod dispensador de chaff y bengalas (opción)                  | Bandera de Suecia                       | CelsiusTech                     | Modelo BOZ-102                                                               |
| Pod dispensador de chaff y bengalas (opción)                  | Bandera de Suecia                       | CelsiusTech                     | Modelo BOZ-107                                                               |
| Pod dispensador de chaff y bengalas (opción)                  | Bandera de Suecia                       | Saab AB                         | Modelo BOZ-EC                                                                |
| Pod de contramedidas electrónicas (opción)                    | Bandera de Italia                       | Selenia                         | Modelo SL/ALQ-234                                                            |
| Pod de contramedidas electrónicas (opción)                    | Bandera del Reino Unido                 | GEC-Marconi                     | Modelo Sky Shadow                                                            |
| Pod de contramedidas electrónicas (opción)                    | Bandera de Alemania                     | AEG-Telefunken                  | Modelo Cerberus I                                                            |
| Pod de contramedidas electrónicas (opción)                    | Bandera de Alemania · Bandera de Israel | DASA ELTA Systems               | Modelo Cerberus II                                                           |
| Pod de contramedidas electrónicas (opción)                    | Bandera de Alemania · Bandera de Israel | DASA ELTA Systems               | Modelo Cerberus III                                                          |
| Pod de contramedidas electrónicas (opción)                    | Bandera de Alemania · Bandera de Israel | DASA ELTA Systems               | Modelo TSPJ                                                                  |
| Pod de reconocimiento (opción)                                | Bandera de Estados Unidos               | Goodrich Corporation            | Modelo RAPTOR                                                                |
| Pod de reconocimiento (opción)                                | Bandera del Reino Unido                 | Thales Optronics                | Modelo DJRP                                                                  |
| Pod de reconocimiento (opción)                                | Bandera de Alemania · Bandera de Italia | EADS                            | Modelo RECCE                                                                 |
| Pod de reconocimiento (opción)                                | Bandera de Israel                       | Rafael Advanced Defense Systems | Modelo Reccelite                                                             |
| Pod de designación de objetivos láser convertible (opción)    | Bandera de Francia                      | Thomson-CSF                     | Modelo CLDP                                                                  |
| Pod de designación de objetivos láser (opción)                | Bandera del Reino Unido                 | GEC-Marconi                     | Modelo TIALD                                                                 |
| Pod de designación de objetivos (opción)                      | Bandera de Israel                       | Rafael Advanced Defense Systems | Familia LITENING                                                             |
| Pod de designación de objetivos láser (opción)                | Bandera de Estados Unidos               | Lockheed Martin                 | Modelo Sniper Advanced Targeting Pod                                         |

### Armamento
| Sistema                                                                | País | Fabricante | Notas |
| ---------------------------------------------------------------------- | --- | --- | --- |
| Cañón                                                                  | Bandera de Alemania | Mauser | Dos BK 27 de 27 mm (uno en ADV) |
| Kit de guiado láser BGL para bombas de caída libre                     | Bandera de Francia | Matra Thomson-CSF Aérospatiale | |
| Kit de guiado JDAM para bombas de caída libre                          | Bandera de Estados Unidos | Boeing | |
| Kit de guiado láser Paveway II para bombas de caída libre              | Bandera de Estados Unidos | Lockheed Martin Raytheon Texas Instruments | |
| Kit de guiado láser Paveway III para bombas de caída libre             | Bandera de Estados Unidos | Raytheon Texas Instruments | |
| Kit de guiado GPS/láser Enhanced Paveway II para bombas de caída libre | Bandera de Estados Unidos | Raytheon Lockheed Martin | |
| Bomba guiada GPS/INS/láser Paveway IV                                  | Bandera del Reino Unido | Raytheon UK | |
| Kit de guiado GPS/CCD/IIR Spice para bombas de caída libre             | Bandera de Israel | Rafael Advanced Defense Systems | |
| Bomba planeadora penetradora HOPE (en desarrollo)                      | Bandera de Alemania | Diehl Defence Bundesamt für Wehrtechnik und Beschaffung | |
| Bomba planeadora modular HOSBO (en desarrollo)                         | Bandera de Alemania | Diehl Defence Bundesamt für Wehrtechnik und Beschaffung | |
| Misil antirradiación AGM-88 HARM                                       | Bandera de Estados Unidos | Raytheon | |
| Misil antirradiación ALARM                                             | Bandera del Reino Unido | MBDA UK | |
| Misil antitanque Brimstone                                             | Bandera del Reino Unido | MBDA UK | |
| Misil aire-superficie AGM-65 Maverick                                  | Bandera de Estados Unidos | Raytheon | |
| Misil de crucero penetrador KEPD 350 (planificado)                     | Bandera de Alemania · Bandera de Suecia | TAURUS Systems GmbH | |
| Misil de crucero aire-superficie furtivo Storm Shadow                  | Bandera de Francia · Bandera del Reino Unido | MBDA | ITAR-free |
| Misil antibuque AS.34 Kormoran                                         | Bandera de Alemania | EADS | |
| Misil antibuque Sea Eagle                                              | Bandera del Reino Unido | MBDA UK | |
| Misil aire-aire de corto alcance AIM-9L Sidewinder                     | Bandera de Estados Unidos · Bandera de Finlandia · Bandera de Noruega | Raytheon NAMMO | |
| Misil aire-aire de corto alcance IRIS-T                                | Bandera de Alemania · Bandera de España · Bandera de España · Bandera de España · Bandera de Finlandia · Bandera de Noruega · Bandera de Grecia · Bandera de Grecia · Bandera de Italia · Bandera de Italia · Bandera de Italia · Bandera de Italia · Bandera de Suecia · Bandera de Suecia | Diehl Defence Expal Internacional de Composites SA SENER Aeroespacial NAMMO Hellenic Defense Systems INTRACOM Defense Electronics Avio S.p.A. Litton Italia Magnaghi Simmel Difesa Flygtekniska försöksanstalten Saab Bofors Dynamics | |
| Misil aire-aire de corto alcance AIM-132 ASRAAM                        | Bandera del Reino Unido | MBDA UK | |
| Misil aire-aire de medio alcance Skyflash                              | Bandera del Reino Unido | MBDA UK | |
| Misil aire-aire BVR AIM-120 AMRAAM                                     | Bandera de Estados Unidos · Bandera de Finlandia · Bandera de Noruega | Raytheon NAMMO | |
| Bomba Mark 82                                                          | Bandera de Estados Unidos | General Dynamics | |
| Bomba Mark 83                                                          | Bandera de Estados Unidos | General Dynamics | |
| Bomba Mark 84                                                          | Bandera de Estados Unidos | General Dynamics | |
| Bomba de racimo MW-1                                                   | Bandera de Alemania | Raketentechnik GmbH | Prohibida por 112 países |
| Bomba de racimo antitanque BL755                                       | Bandera del Reino Unido | Hunting Engineering, Ltd. | Prohibida por 112 países |
| Bomba de racimo antipista JP233                                        | Bandera del Reino Unido | Hunting Engineering, Ltd. | Prohibida por 112 países |
| Bomba nuclear táctica WE.177                                           | Bandera del Reino Unido | AWE | Prohibida por 73 países. Exportación prohibida Retirada en 1998 (era para Tornado IDS)                                                                                            |
| Bomba nuclear táctica B-61                                             | Bandera de Estados Unidos | DoE | Prohibida por 73 países. Disponible no solo para Estados Unidos, pero también en algunos otros países de la OTAN que poseen F-16, F-35 o Tornado IDS, bajo control estadounidense |

### Propulsión
| Sistema               | País                                                              | Fabricante       | Notas                           |
| --------------------- | ----------------------------------------------------------------- | ---------------- | ------------------------------- |
| Motor                 | Bandera de Alemania · Bandera de Italia · Bandera del Reino Unido | Turbo-Union      | RB199                           |
| Pod cisterna (opción) | Bandera de Estados Unidos                                         | Sargent Fletcher | Modelo Sargent Fletcher 28-300. |

## Variantes

### Tornado IDS
La versión inicial del Tornado, dedicada a ataque a tierra y también a reconocimiento, se conoce como IDS (Interdictor / Strike, ‘Interdictor / Ataque’). En el Reino Unido esta versión inicialmente recibió la designación Tornado GR.1 y las modificaciones posteriores fueron designadas Tornado GR.1A, Tornado GR.1B, Tornado GR.4 y Tornado GR.4A.

#### Tornado GR.1

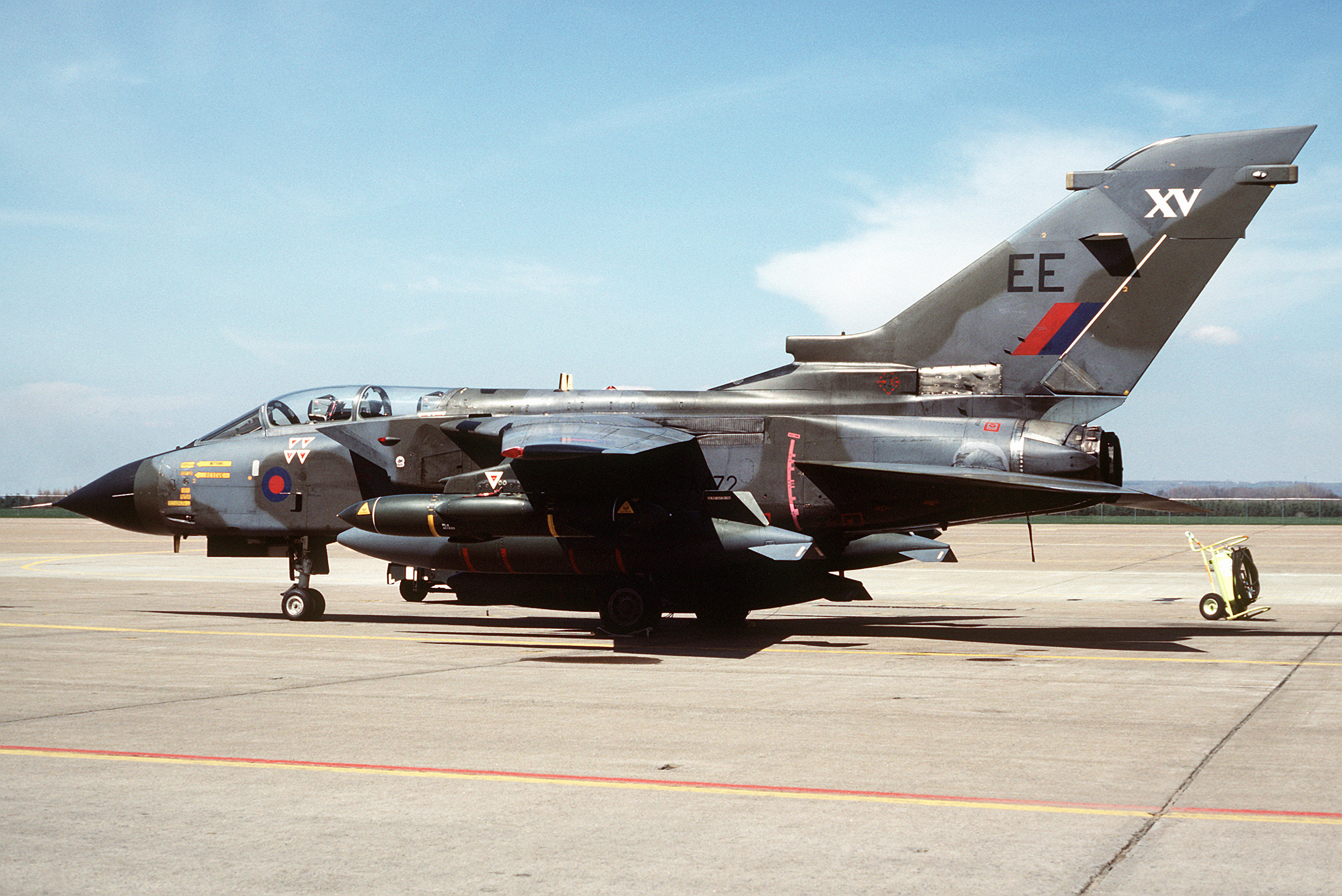
Tornado GR.1 del 15.º Escuadrón de la RAF, abril de 1987.

El Tornado GR.1 fue la primera versión del avión de ataque Panavia Tornado de la Real Fuerza Aérea (RAF). Los primeros ejemplares de un total de 228 GR.1 fueron entregados el 5 de junio de 1979, y el modelo entró en servicio a principios de los años 1980. Un total de 142 de estos aviones fueron modernizados al estándar GR.4 entre 1997 y 2002.

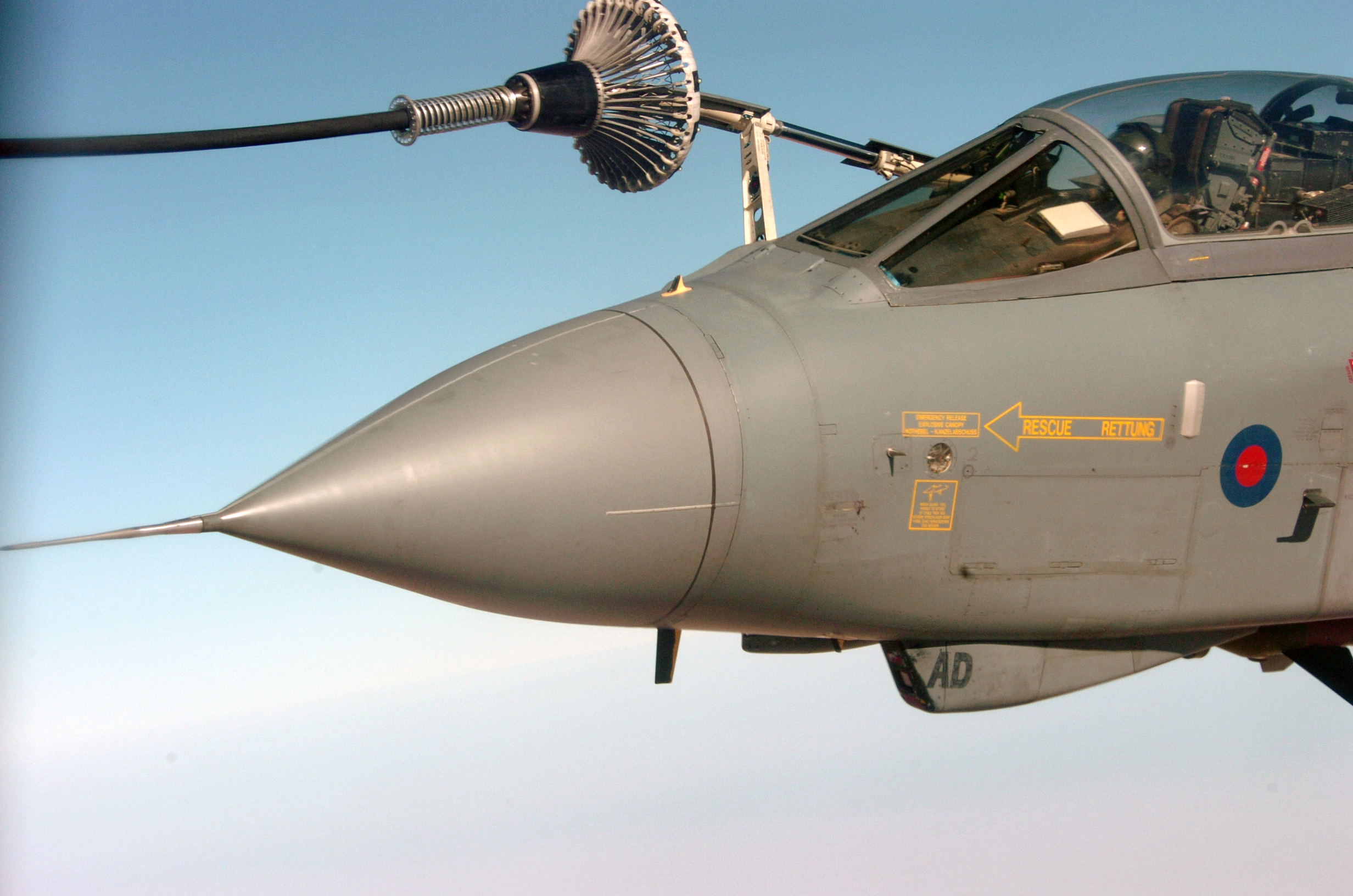
Un GR.4 repostando en vuelo; el carenado de la parte inferior donde está escrito «AD» alberga el sensor LRMTS.

El Tornado IDS fue diseñado para ataque de penetración a baja cota contra objetivos del Pacto de Varsovia en Europa empleando tanto armamento convencional como armas nucleares tácticas como la bomba WE.177. Una de las principales características del GR.1 era su radar de seguimiento del terreno, que permitía realizar vuelo automático a baja altitud con capacidad todo tiempo. Los Tornado IDS de la RAF están equipados con un telémetro láser conocido como LRMTS (Laser Range Finder and Marked Target Seeker) que también sirve para localizar blancos marcados. Este consiste en un láser usado para medir el alcance oblicuo de un punto en la tierra respecto a la aeronave; esta información se usa para calcular la posición de los objetivos. El sensor LRMTS puede ser usado para recibir la energía reflejada de un láser de terceros, permitiendo a los tripulantes encontrar los objetivos marcados por las tropas en tierra o en otras aeronaves. Los aviones IDS suministrados a Italia y a Alemania Occidental no disponen del sistema LRMTS, pero si lo tienen los aviones utilizados por la Real Fuerza Aérea Saudí.

#### Tornado GR.1B
El Tornado GR.1B fue una variante del Tornado GR.1 especializada en ataque antibuque. Con base en RAF Lossiemouth, Escocia, esta versión reemplazó al Blackburn Buccaneer en esta función usando misiles antibuque Sea Eagle. El avión no tenía capacidad de rastrear buques con su radar, sino que confiaba esta tarea al propio buscador del misil para la adquisición de blancos. Cuando los Tornado GR.1 se actualizaron al estándar GR.4 a finales de los años 1990 no hubo la correspondiente versión GR.4B del GR.4. Se consideró que la versión especializada en ataque antibuque ya no era necesaria porque se redujo la amenaza proveniente de buques de superficie, además el misil Sea Eagle estaba llegando al final de su vida útil sin ningún plan de sustituirlo por su coste.

#### Tornado GR.4

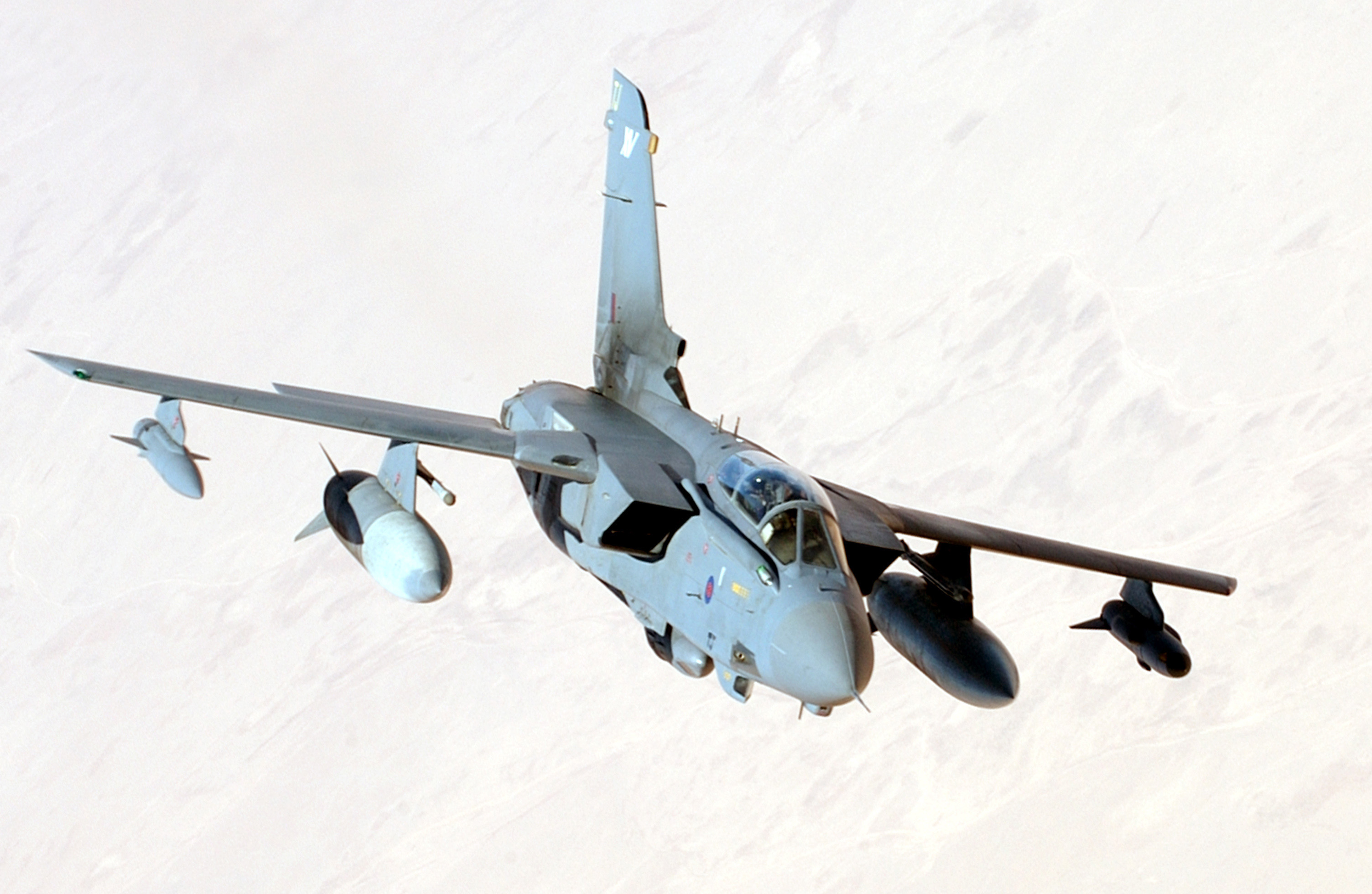
Un Tornado GR.4 del 15.º Escuadrón (Reserva) de la RAF durante una misión de combate sobre Irak en agosto de 2004.

En 1984 el Ministerio de Defensa del Reino Unido comenzó los estudios de una actualización de media vida (MLU o Mid-Life Update) del avión para corregir las deficiencias del GR.1. Esta actualización, que llevaría al estándar GR.4, mejoraría las capacidades del avión a media altura mientras mantenía su excepcional capacidad de penetración a baja altura. La actualización a GR.4 fue aprobada en 1994, tras ser revisada para incluir algunos cambios fruto de la experiencia de la guerra del Golfo de 1991. Los contratos se firmaron con British Aerospace (después BAE Systems) en 1994 para la actualización de 142 GR.1 al estándar GR.4. Los trabajos empezaron en 1996 y finalizaron en 2003.
Las actualizaciones incluyeron un sensor infrarrojo de barrido frontal (FLIR), una pantalla de visualización frontal HUD de gran angular, unas pantallas de cabina mejoradas, capacidad para usar gafas de visión nocturna (NVG), nuevos sistemas de armas y de aviónica, y un receptor GPS. La actualización del sistema de armas permitió la integración de armas como los misiles Storm Shadow y Brimstone, y equipos de reconocimiento como el RAPTOR. La flota de GR.4 incorporó una nueva pantalla multifunción de 12,8 pulgadas en la cabina trasera como parte del sistema de información del radar BAE Systems TARDIS (Tornado Advanced Radar Display Information System), que reemplazó a la pantalla de mapa proyectado y radar combinado CRPMD (Combined Radar and Projected Map Display).

#### Tornado GR.1A / GR.4A
El GR.1A era una versión de reconocimiento del Tornado IDS británico. También entró en servicio en la Fuerza Aérea Saudí. Con la actualización del GR.1 al estándar GR.4, de forma similar el GR.1A se modernizó a GR.4A. Los GR.1A y GR.4A están equipados internamente con el sistema de reconocimiento infrarrojo TIRRS (Tornado Infra-Red Reconaissance System), que consiste en un sensor infrarrojo de barrido lateral (SLIR) en cada lado del fuselaje justo delante de las tomas de aire de los motores para capturar imágenes oblicuas, y un sensor infrarrojo de reconocimiento IRLS (Infra-Red LineScan) montado la parte baja del fuselaje que proporciona imágenes verticales. El equipo de sensores reemplaza los cañones de 27 mm. Al contrario que la mayoría de sistemas de reconocimiento contemporáneos que guardan sus imágenes en película de 35 mm o similares, el sistema TIRRS usa seis cintas de vídeo S-VHS para guardar la información.
La RAF encargó 30 GR.1A, siendo 14 conversiones de aviones GR.1 y los 16 restantes aparatos de nueva fabricación. 25 fueron actualizados al estándar GR.4A, con casi todas las capacidades ofensivas del GR.4. Pero como el RAPTOR se convirtió en el principal sensor de reconocimiento del Tornado en servicio británico, se retiró el TIRRS. Para este fin, la Ala de Reconocimiento Táctico de la RAF pasó a utilizar tanto la variante GR.4A como la GR.4, ya que los sensores específicos del GR.4A ya no son esenciales para la función de reconocimiento.

### Tornado ECR
Utilizado por Alemania e Italia, el Tornado ECR (Electronic Combat / Reconnaissance, ‘Combate Electrónico / Reconocimiento’) es una variante del Tornado IDS dedicada a misiones de supresión de defensas aéreas enemigas (SEAD), siendo su principal arma el misil antirradiación AGM-88 HARM. El ECR está equipado con un sistema localizador de emisiones (ELS) diseñado para localizar emplazamientos de radar enemigos. La primera entrega se realizó el 21 de mayo de 1990 a Alemania. La Luftwaffe alemana recibió 35 ECR de fabricación nueva mientras que Italia convirtió 16 ejemplares IDS a la versión ECR.
Los Tornado ECR alemanes fueron equipados con un sistema de imagen infrarroja Honeywell para labores de reconocimiento, pero se terminó eliminando por considerarse poco práctico que un mismo aparato realizase misiones SEAD y de reconocimiento. No portan cañón interno, y disponen de motores RB199 Mk.105, con una potencia algo superior a los italianos.
Los ECR italianos (IT-ECR) difieren de los ejemplares de la Luftwaffe en que nunca han sido equipados con sistemas de reconocimiento y, como son una conversión del Tornado IDS, utilizan los mismos motores RB199 Mk.103. El primer avión IT-ECR fue entregado el 27 de febrero de 1998, siendo aceptado formalmente el 7 de abril del mismo año.

### Tornado ADV
El Tornado ADV (Air Defence Variant, ‘Variante de Defensa Aérea’) es un interceptor desarrollado para la Real Fuerza Aérea británica y que recibió las designaciones Tornado F.2 y F.3. También fue adquirido por Arabia Saudita y por Italia. En el caso italiano fueron arrendados 24 F.3 procedentes de la RAF por un periodo de diez años como reemplazo provisional del obsoleto Aeritalia F-104S mientras no entraba en servicio del Eurofighter Typhoon; estuvieron en servicio entre 1995 y 2003.
Durante el desarrollo del Tornado, sus capacidades en el combate aéreo se pusieron en duda debido a que el avión tiene una maniobrabilidad y agilidad inferior en comparación con cazas de superioridad aérea como el McDonnell Douglas F-15 Eagle estadounidense. Sin embargo, el Tornado no estaba destinado al combate aéreo cerrado, sino que sería un caza de patrulla aérea de combate de gran autonomía para contrarrestar la amenaza de los bombarderos soviéticos durante la Guerra Fría. En comparación con el Tornado IDS, el ADV tiene un 80 % de piezas comunes, pero ofrece una mayor aceleración supersónica, tiene un fuselaje más estrecho para portar misiles aire-aire, y mayor capacidad de combustible; el ADV solo tiene un cañón interno, e incluye el radar de intercepción aérea Foxhunter con un nuevo equipo de software.
El Tornado ADV fue retirado de servicio con la RAF el 22 de marzo de 2011 tras ser completamente reemplazado por el Eurofighter Typhoon.

## Operadores
Alemania

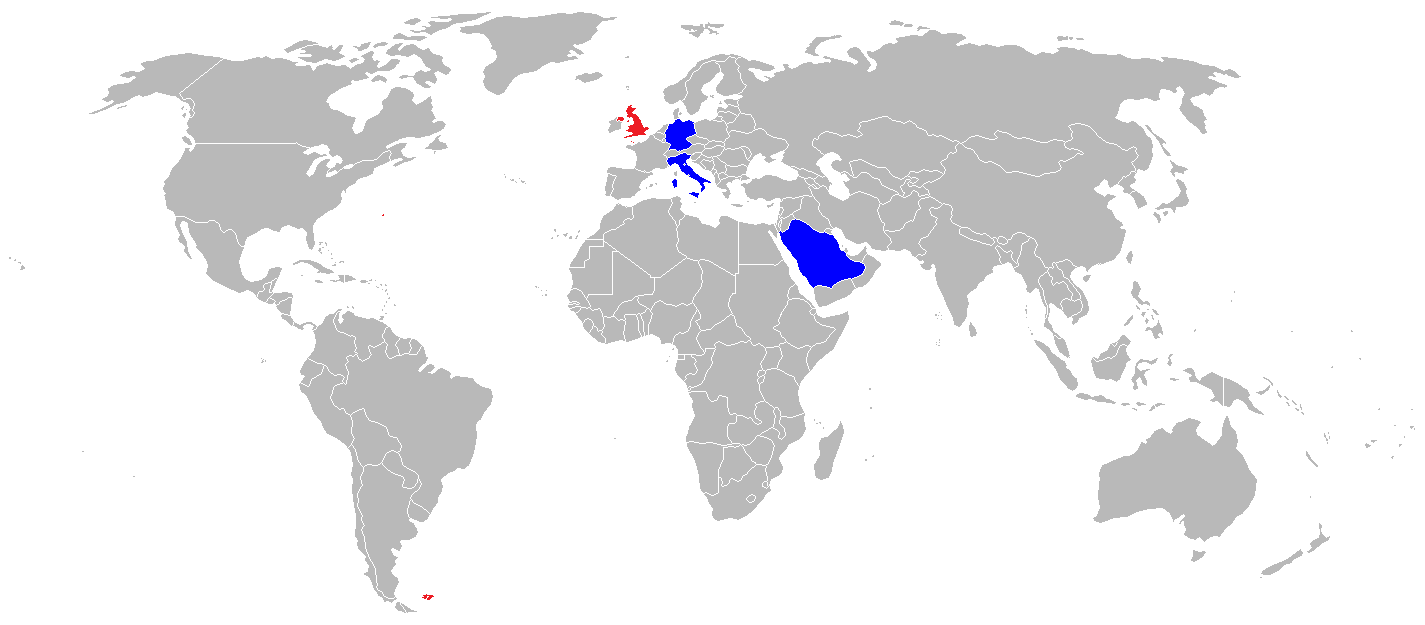
Países que operan con el Panavia Tornado.

- Luftwaffe. Recibidos un total de 247 aparatos, 212 de la versión Tornado IDS y 35 de la Tornado ECR.
- Marina Alemana. Recibidos 112 Tornado IDS. En servicio desde 1982 hasta 2005.

 Arabia Saudita
- Real Fuerza Aérea Saudí. Recibidos un total de 120 Tornado, 96 de la versión IDS y 24 de la ADV.[18]

 Italia
- Aeronáutica Militar. Recibidos 100 Tornado IDS, 16 de ellos convertidos posteriormente a ECR.[18] También operó entre 1995 y 2003 24 Tornado ADV arrendados a Reino Unido.[77]

 Reino Unido
- Real Fuerza Aérea británica. Recibidos un total de 398 aparatos, 218 de la versión IDS y 180 de la ADV.[18]

## Historia operacional

### Alemania
Entrada en servicio
El primer prototipo realizó su primer vuelo el 14 de agosto de 1974 desde la base aérea de Manching, en la entonces Alemania Occidental. La entrega de los aviones de producción en serie comenzó el 27 de julio de 1979, llegándose a entregar un total de 247 aviones a la Luftwaffe, de los que 212 eran de la versión IDS y 35 de la ECR, más otros 112 IDS a la Marina Alemana. En la Luftwaffe los Tornado equiparon cinco alas de cazabombardero, reemplazando al Lockheed F-104 Starfighter. Por otro lado, en la Marina equiparon dos alas, sustituyendo también al F-104, cuyas funciones eran las misiones antibuque y el reconocimiento marítimo. Los aviones alemanes modificados para portar los contenedores de reconocimiento RECCE reciben el nombre de «Tornado RECCE».
Guerras de Bosnia y Kosovo

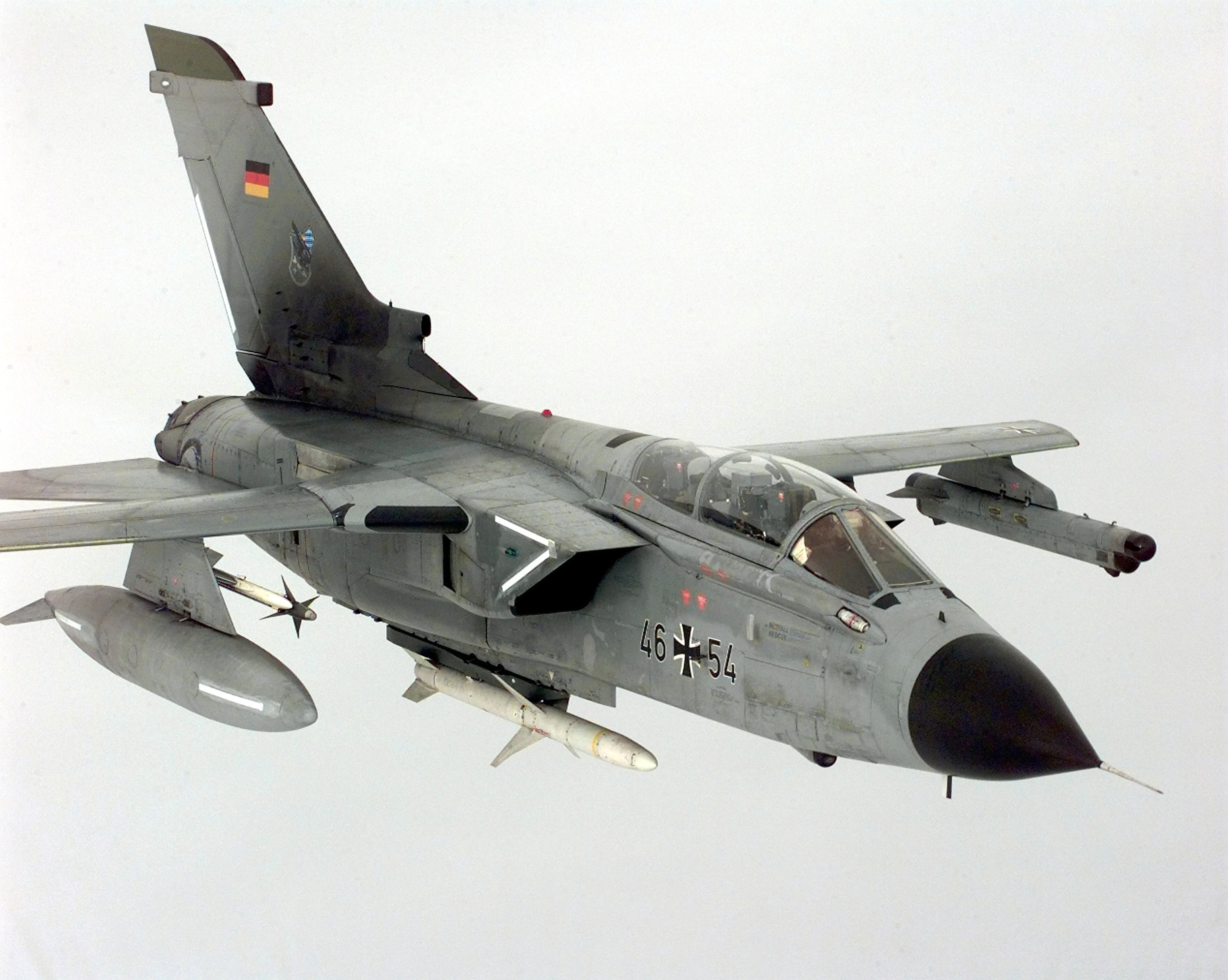
Un ECR de la Luftwaffe durante la Operación Fuerza Aliada en 1999.

Los Tornado alemanes participaron en las operaciones de combate durante la guerra de Bosnia, al igual que los IDS británicos e italianos, como parte de la intervención de la OTAN, siendo esta la primera vez que la Luftwaffe entra en acción desde el final de la Segunda Guerra Mundial. En la Operación Fuerza Aliada los Tornado ECR alemanes lanzaron hasta 236 misiles antirradar AGM-88 HARM. Seis Tornado IDS equipados con dispositivos de reconocimiento por infrarrojos y escoltados por 8 Tornado ECR estuvieron identificando blancos serbios para las unidades de artillería de la OTAN en torno a Sarajevo.
Modernización ASSTA 1
A principios de 2000, los IDS, ECR y RECCE recibieron la modernización ASSTA 1 (Avionics System Software Tornado in Ada). La principal modificación fue el reemplazo del anterior ordenador de armas por un MIL-STD 1553/1760 o MIL-STD 1815. Los Tornado también incorporaron un sistema de posicionamiento global (GPS) interno, un sistema de navegación inercial láser, y el contenedor de contramedidas electrónicas DASA TSPJ (Tornado Self Protection Jammer). El nuevo ordenador soporta las versiones más modernas del misil AGM-88 HARM, el Kormoran II, el contenedor designador láser LITENING II y bombas guiadas por láser GBU-24 Paveway III.
Modernización ASSTA 2

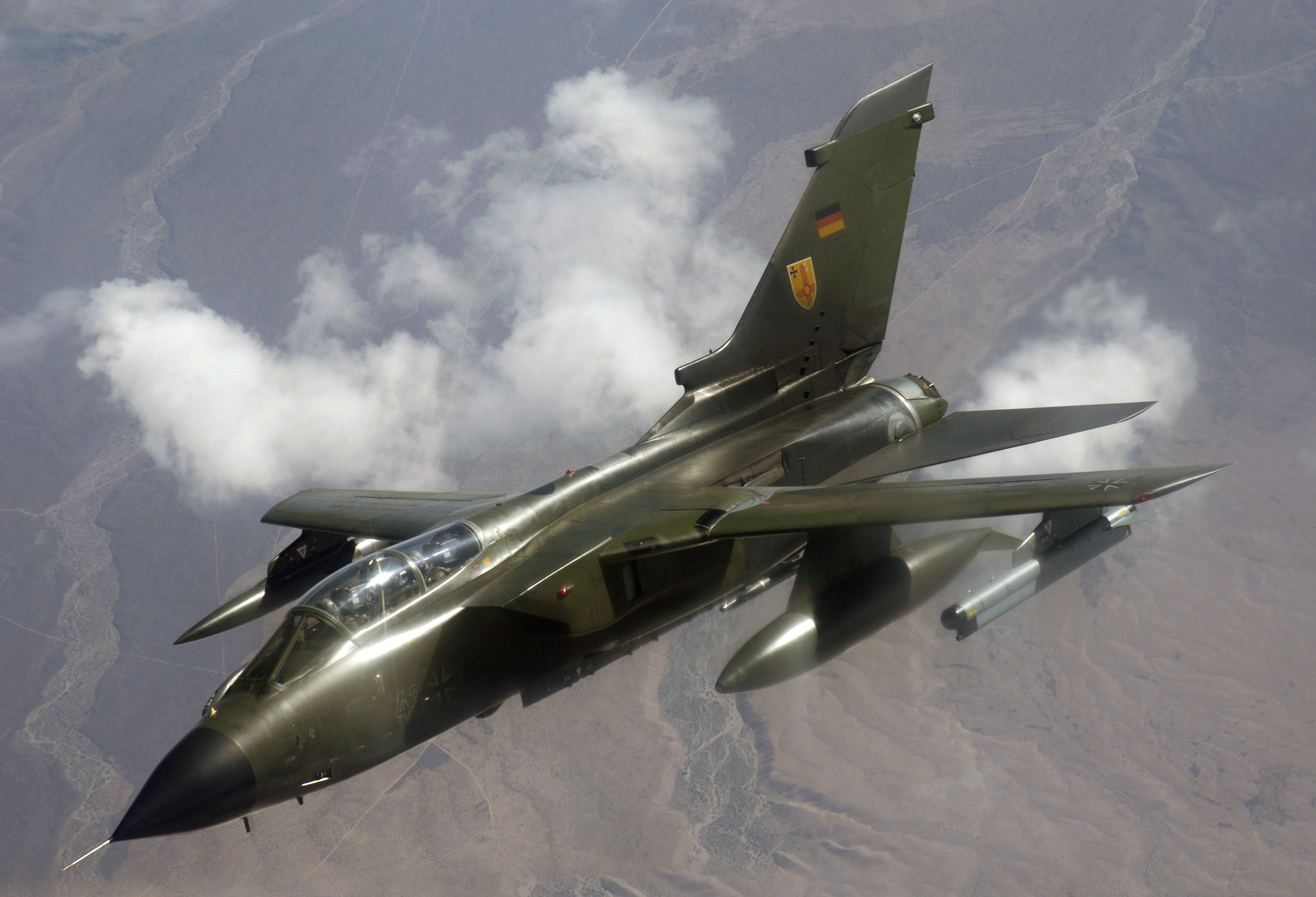
Tornado IDS de la 31.ª Ala de Cazabombardero de la Luftwaffe en 2007.

La actualización ASSTA 2 comenzó en 2005, pero solo se aplicó en los 85 Tornado ECR y RECCE, ya que la versión IDS comenzó a ser sustituida por cazas polivalentes Eurofighter Typhoon. La ASTA 2 principalmente consiste en la introducción de aviónica digital, un nuevo equipo de contramedidas electrónicas y la integración del misil de crucero Taurus.
Guerra de Afganistán
En 2007, un destacamento de 6 Tornado pertenecientes a la 51.ª Ala de Reconocimiento «Immelmann» se desplegó en Mazari Sharif, al norte de Afganistán, para apoyar a las fuerzas de la OTAN que participan en la misión ISAF.
Reducción de la flota
Cuando una de las dos unidades de aviones Tornado de la Marina Alemana fue disuelta en 1994, sus Tornado fueron destinados a un ala de reconocimiento en la Arma Aérea anteriormente equipada con aeronaves McDonnell Douglas RF-4E Phantom II. La segunda unidad de la Marina fue disuelta en 2005 y sus aviones también pasaron a la Luftwaffe.
Dos de las alas de cazabombardero equipadas con aviones Tornado fueron disueltas en 2003 y 2005, mientras que otra fue reequipada con aviones Eurofighter. El 13 de enero de 2004, el entonces Ministro de Defensa de Alemania Peter Struck anunció importantes cambios en la Bundeswehr. Una parte importante de esta declaración fue el plan de recortar la flota de cazas de 426 que había en servicio a principios de 2004 a 265 en el año 2015. Asumiendo que sean entregados todos los 180 Eurofighter Typhoon pedidos por Alemania, esto supondría que la flota de Tornado ser reducida a 85 aparatos.

### Arabia Saudita
Entrada en servicio
El 25 de septiembre de 1985, Reino Unido y Arabia Saudita firmaron el contrato de venta de armamento denominado Al Yamamah I que incluía, entre otras cosas, 48 aviones Tornado IDS y 24 de la versión ADV. El primer vuelo de un Tornado IDS saudí tuvo lugar el 26 de marzo de 1986, y el primer ADV saudí fue entregado el 9 de febrero de 1989. En junio de 1993 se firmó el contrato Al Yamamah II con 48 aparatos IDS adicionales.
Guerra del Golfo

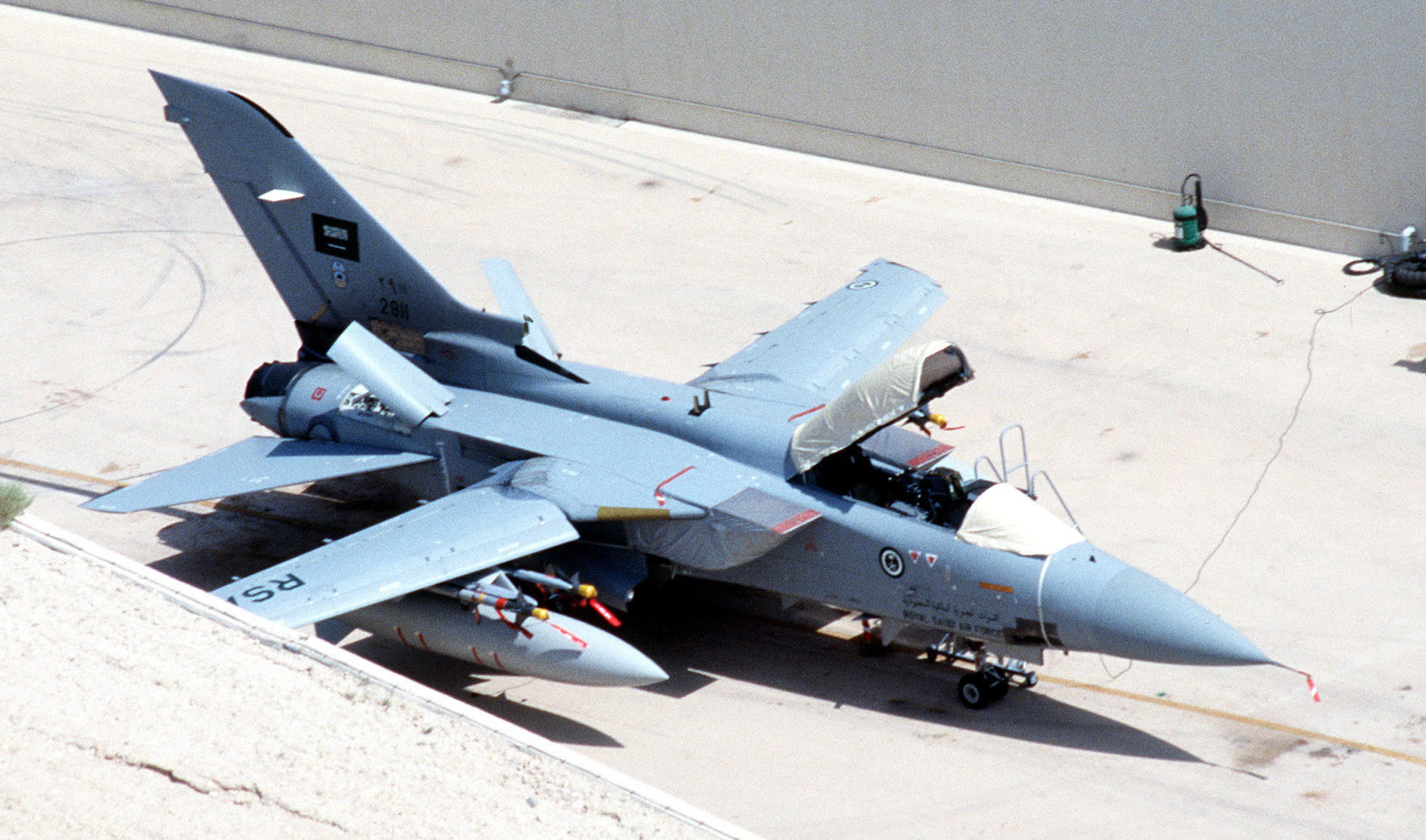
Tornado ADV F.3 de la Fuerza Aérea Saudí durante la guerra del Golfo en enero de 1991.

Arabia Saudita utilizó sus aviones Tornado IDS y ADV en la guerra del Golfo (1990-1991), los primeros realizaron misiones de ataque a tierra contra las fuerzas de Sadam Huseín, mientras que los segundos realizaban tareas de patrulla aérea de combate. El 20 de enero de 1991 uno de los Tornado IDS saudíes (matrícula 765) fue derribado por artillería antiaérea iraquí; sus tripulantes se eyectaron a tiempo y fueron rescatados.
Modernización TSP
En septiembre de 2006 el gobierno saudí firmó un contrato por valor de 2500 millones de libras con BAE Systems para modernizar en torno a 80 Tornado IDS de la flota de la Real Fuerza Aérea Saudí (RSAF) con intención de mantenerlos en servicio hasta 2020. Ese programa, denominado Tornado Sustainment Programme (TSP) y con la finalidad de «equipar la flota de IDS con un conjunto de nuevas armas guiadas de precisión y equipamiento mejorado de designación de objetivos, en muchos casos comunes con los sistemas ya incluidos en los Tornado GR.4 del Reino Unido» comenzó con el envío a Reino Unido del Tornado de la RSAF matrícula 6612 a las instalaciones de BAE Systems Warton en diciembre de 2006 para ser actualizado. En diciembre de 2007, ese avión, aparentemente el primero de la RSAF en completar la modernización, fue enviado de vuelta a Arabia Saudita.
Intervención en Yemen
A partir de la primera semana de noviembre de 2009, la Real Fuerza Aérea Saudí utilizó cazabombarderos Tornado IDS y F-15S para realizar ataques aéreos contra la insurgencia Houthi yemení en la región de Sa'dah, al noroeste de Yemen. Desde la Operación Tormenta del Desierto en 1991, esta fue la primera vez que la Fuerza Aérea Saudí participó activamente en una operación militar sobre territorio hostil.

### Italia
Entrada en servicio
El primer prototipo italiano realizó su primer vuelo el 5 de diciembre de 1975 desde Turín, Italia. La Aeronáutica Militar recibió 100 Tornado IDS; aunque posteriormente convirtió 16 de ellos a la configuración ECR. Adicionalmente, fueron arrendados 24 cazas de defensa aérea Tornado ADV procedentes de la RAF por un periodo de diez años como reemplazo provisional del obsoleto Aeritalia F-104S mientras no entraba en servicio del Eurofighter Typhoon, los ADV estuvieron en servicio entre 1995 y 2003.
Guerra del Golfo
Los Tornado italianos, junto a los británicos, tomaron parte en la guerra del Golfo en 1991 como parte de la contribución italiana a la coalición. En una intervención conocida como Operación Locusta, fueron desplegados ocho cazabombarderos Tornado IDS desde la Base Aérea de Gioia del Colle (Italia) a Base Aérea de Al Dhafra, en Abu Dhabi. Durante el conflicto se perdió uno de los aviones, derribado por fuego antiaéreo iraquí el 18 de enero de 1991. Los tripulantes, Gianmarco Bellini y Maurizio Cocciolone, usaron los asientos lanzables para abandonar el avión y una vez en tierra fueron capturados por la Guardia Republicana Iraquí, no fueron liberados hasta el posterior 3 de marzo.
Guerra de Kosovo
En 1999 los Tornado italianos fueron desplegados en la guerra de Kosovo, los IDS realizaron misiones de bombardero mientras que los ECR patrullaron la región de combate, actuando para suprimir los radares antiaéreos enemigos, llegando a disparar un total de 115 misiles HARM.
Modernización MLU
En julio de 2002 Italia firmó un contrato con la Agencia de Gestión del Tornado y del Eurofighter (NETMA, NATO Eurofighter and Tornado Management Agency) y con el consorcio Panavia para la modernización de 18 aparatos IDS, realizada por Alenia Aeronautica. El primer avión con esta MLU (actualización de vida media) se finalizó en noviembre de 2003. Entre otras cosas, introduce un equipo electrónico moderno, nuevas radios digitales, luces de cabina compatibles con gafas de visión nocturna, capacidad de comunicaciones por satélite y de utilizar nuevo armamento: bombas guiadas por satélite JDAM, bombas guiadas por láser Paveway III y el misil de crucero Storm Shadow / SCALP. Italia tiene planeado reemplazar la flota de aviones Tornado IDS/ECR con cazas polivalentes F-35 Lightning II.
Guerra de Afganistán
El 24 de noviembre de 2008 la Aeronáutica Militar envió cuatro Panavia Tornado desde la Base Aérea de Ghedi a Mazari Sharif, Afganistán, para proporcionar servicios de vigilancia para el contingente italiano de la ISAF que opera en la provincia de Herat. Para realizar esa labor fueron equipados con contenedores de reconocimiento Rafael Reccelite.
Intervención en Libia
En la intervención militar en Libia de 2011 Italia desplegó cuatro Tornado ECR y dos Tornado IDS, los primeros realizaron ataques contra las defensas aéreas libias y los IDS fueron utilizados para reabastecimiento en vuelo.

### Reino Unido
Entrada en servicio
El primer prototipo inglés realizó su vuelo inaugural el 30 de octubre de 1974. El 5 de junio de 1979 la Real Fuerza Aérea (RAF) recibió el primer cazabombardero Tornado GR.1. El 5 de noviembre de 1984 recibió el interceptor Tornado F.2. Por otra parte, el GR.1A, versión de reconocimiento de la RAF, realizó su primer vuelo el 11 de julio de 1985. La versión de ataque marítimo de la RAF, GR.1B, no fue introducida hasta el 14 de febrero de 1994.
Guerra del Golfo
El estreno en combate del Tornado británico llegó en 1991 con la Operación Granby, que fue el nombre de las actividades militares británicas durante la guerra del Golfo. Reino Unido desplegó cerca de 60 cazabombarderos GR.1 en las bases aéreas de Al Muharraq (Bahrain), Tabuk y Dhahran (Arabia Saudita). También se desplegaron varios Tornado ADV para proporcionar cobertura aérea, ya que con la amenaza de sus misiles de largo alcance, suponían un importante elemento disuasorio para los pilotos iraquíes porque éstos evitaban el combate deliberadamente cuando los ADV se aproximaban.
En las primeras etapas de la Operación Granby los GR.1 fueron usados para destruir aeródromos militares iraquíes con bombas de caída libre de 1000 libras (450 kg) y submuniciones antipista JP233 en ataques a baja cota. En un despliegue de emergencia, Reino Unido envió a la zona de guerra un destacamento de aviones Blackburn Buccaneer equipados con el designador láser Pave Spike, permitiendo que los GR.1 pudieran lanzar armas guiadas de precisión. Para cubrir la necesidad de un designador láser en los Tornado, se inició de forma apresurada otro programa para equipar algunos GR.1 con el sistema designador TIALD.

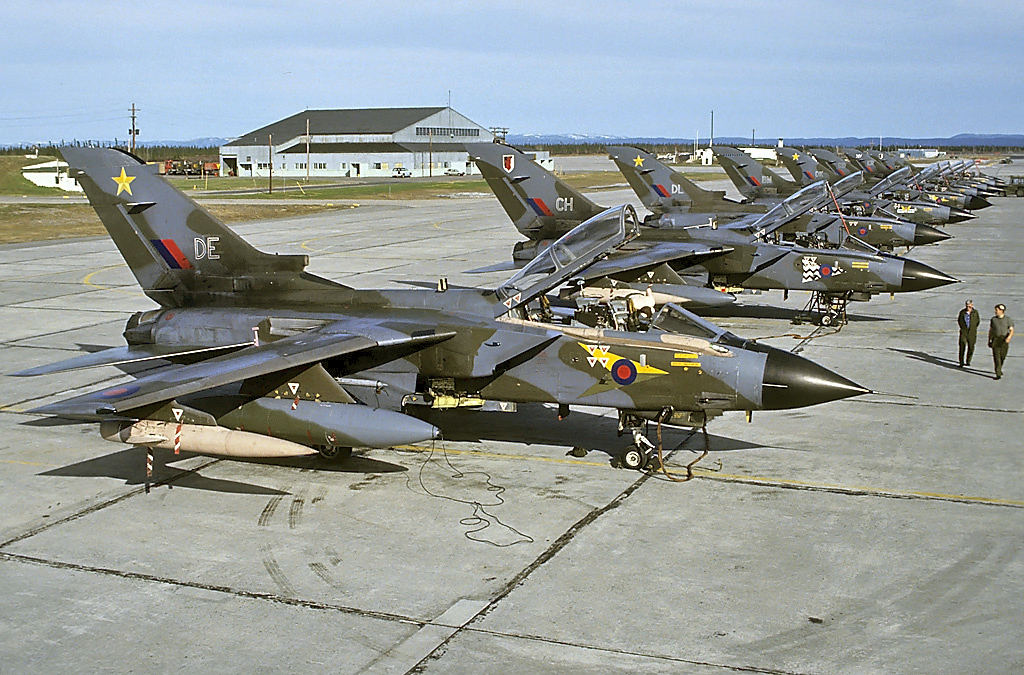
Aviones GR.1 en la Base de las Fuerzas Canadienses de Goose Bay, Labrador, en 1992.

Durante el conflicto la RAF perdió seis Tornado en combate; cuatro mientras lanzaban bombas de caída libre, otro después de liberar submuniciones JP233, y el último intentando lanzar bombas guiadas por láser. El 17 de enero de 1991 el primer Tornado fue derribado por un misil SA-16 iraquí después de una pasada fallida de bombardeo a baja cota. El 19 de enero un segundo Tornado fue derribado por un misil superficie-aire de corto alcance o MANPADS durante una incursión sobre la Base Aérea de Tallil. El 14 de febrero, un tercer Tornado fue derribado por misiles superficie-aire guiados por radar. Se ha dicho que un Tornado (ZA467) tripulado por Gary Lennox y Adrian Weeks fue derribado el 19 de enero por un caza MiG-29 iraquí pilotado por Jameel Sayhood mediante un misil R-60MK. Sin embargo, este avión está registrado como estrellado el 22 de enero en una misión en Ar Rutbah. El impacto de los ataques de los Tornado a los aeródromos iraquíes es difícil de determinar.
Una vez finalizada la fase inicial de la guerra, en lugar de a baja cota, los GR.1 pasaron a realizar misiones de ataque a media altitud. Entre los blancos habituales de esos ataques se incluían depósitos de municiones y refinerías de petróleo. Solo la versión Tornado GR.1A de reconocimiento continuó operando en vuelos a baja cota y alta velocidad durante toda la guerra y, a pesar de la peligrosidad de ese tipo de misiones, no sufrió pérdidas en combate.
Después de la finalización de la guerra aún permanecieron fuerzas británicas en el Golfo durante varios años. Media docena de aviones GR.1 estuvieron destacados en la base aérea Ali Al Salem de Kuwait, como parte de la Operación Vigilancia del Sur para establecer una zona de exclusión aérea en el sur de Irak; otra media docena de GR.1 participaron en las misiones de la Operación Proporcionar Confort en el norte de Irak.
Modernización de los GR.1 a GR.4
En marzo de 1993 el Ministerio de Defensa del Reino Unido inició un proyecto de modernización del Tornado; el objetivo de esta actualización de vida media (Mid-Life Upgrade o MLU) era la conversión de los modelos GR.1/GR.1A/GR.1B al estándar GR.4/GR.4A. El primer vuelo de un Tornado actualizado a GR.4 se produjo el 4 de abril de 1997, y la primera entrega a la RAF fue el 31 de octubre del mismo año.
El GR.4 entró en servicio el 28 de abril de 1998 y realizó su estreno operacional en la Operación Vigilancia del Sur, patrullando el espacio aéreo del sur de Irak desde Ali Al Salem, en Kuwait. Entre el 16 y el 19 de diciembre del mismo año, los GR.1 y GR.4 destacados en Ali Al Salem tomaron parte en los ataques de la coalición a infraestructuras militares iraquíes durante la Operación Zorro del Desierto. El 30 de diciembre una batería antiaérea iraquí disparó entre seis y ocho misiles a un Tornado que realizaba una patrulla aérea y, aunque el ataque no produjo ningún daño, más tarde fue bombardeada como represalia. Se informó de que durante la Operación Zorro del Desierto los Tornado de la RAF destruyeron satisfactoriamente el 75 % de los blancos asignados y completaron con éxito 28 de las 36 misiones planeadas.
Guerra de Kosovo
En 1999 el GR.1 entró en acción en la guerra de Kosovo. Durante la primera fase de la guerra los Tornado operaban desde la base RAF Bruggen, en Alemania, efectuando misiones de ataque de precisión. Posteriormente, poco antes de que la guerra terminara, fueron trasladados a una base de Córcega para estar más cerca de la zona de combate. A pesar de que el sistema de designación láser TIALD había demostrado su efectividad en la guerra del Golfo, Reino Unido solo había adquirido 23 unidades de este sistema en el año 2000, y ese número tan reducido tuvo un impacto negativo durante las operaciones de combate sobre Kosovo. Después de la guerra de Kosovo, la versión GR.1 fue desapareciendo a medida que se actualizaba al estándar GR.4. El último GR.1 fue modernizado en 2003, siendo entregado a la RAF el 10 de junio.
Guerra de Irak

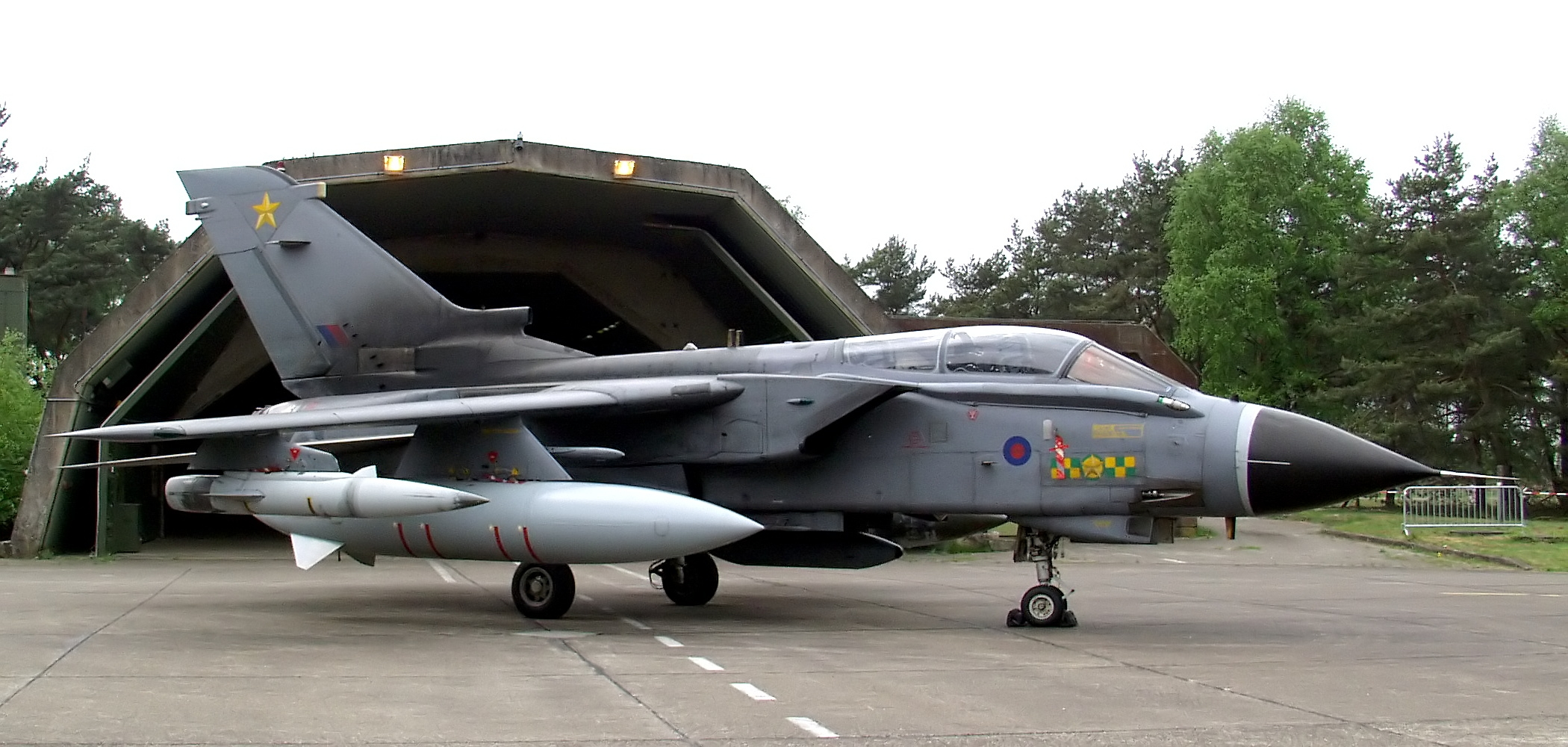
Tornado de la RAF en la base aérea de Niederrhein, Alemania, en 2004.

El Tornado GR.4 fue usado a gran escala en la Operación Telic, la parte británica de la Invasión de Irak de 2003. Durante la etapa inicial de la guerra los Tornado volaron junto a aviones de ataque estadounidenses en misiones de bombardeo para atacar con rapidez instalaciones clave iraquíes. Siguiendo el planteamiento de minimizar los víctimas, esta campaña en Irak marcó una serie de primicias para el avión; el 617.º Esquadrón de la RAF usó el misil de crucero Storm Shadow por primera vez, y también se emplearon nuevas bombas inteligentes Paveway para atacar las pistas de los aeropuertos. Mientras que en Kosovo el armamento guiado de precisión utilizado por la RAF había sido de un 25 % del total, cuatro años más tarde, en Irak, el porcentaje aumentó hasta el 85 %.
El 23 de marzo de 2003 un Tornado GR.4 fue derribado por el fuego amigo de una batería de misiles antiaéreos MIM-104 Patriot estadounidense provocando la muerte de los dos tripulantes, los tenientes K. Main y D. Williams. En julio del mismo año, una comisión de investigación estadounidense exoneró a los operadores de la batería antiaérea, apreciando el no funcionamiento del identificador amigo-enemigo del Tornado como un factor en el incidente. También se sugirieron como un factor los problemas del Patriot; ya que ocurrieron múltiples incidentes de identificación errónea de aviones amigos, incluyendo el derribo de un McDonnell Douglas F/A-18 Hornet de la Armada de los Estados Unidos unas semanas después del incidente con el Tornado. Reino Unido retiró de Irak los últimos Tornado en junio de 2009, tras dieciocho años de operaciones de combate en la zona.
Guerra de Afganistán
A principios de 2009, la Real Fuerza Aérea reemplazó con aviones Tornado GR.4 el destacamento de aviones de ataque a tierra Harrier GR.7/GR.9 que tenía desplegado en el Aeródromo de Kandahar desde noviembre de 2004.

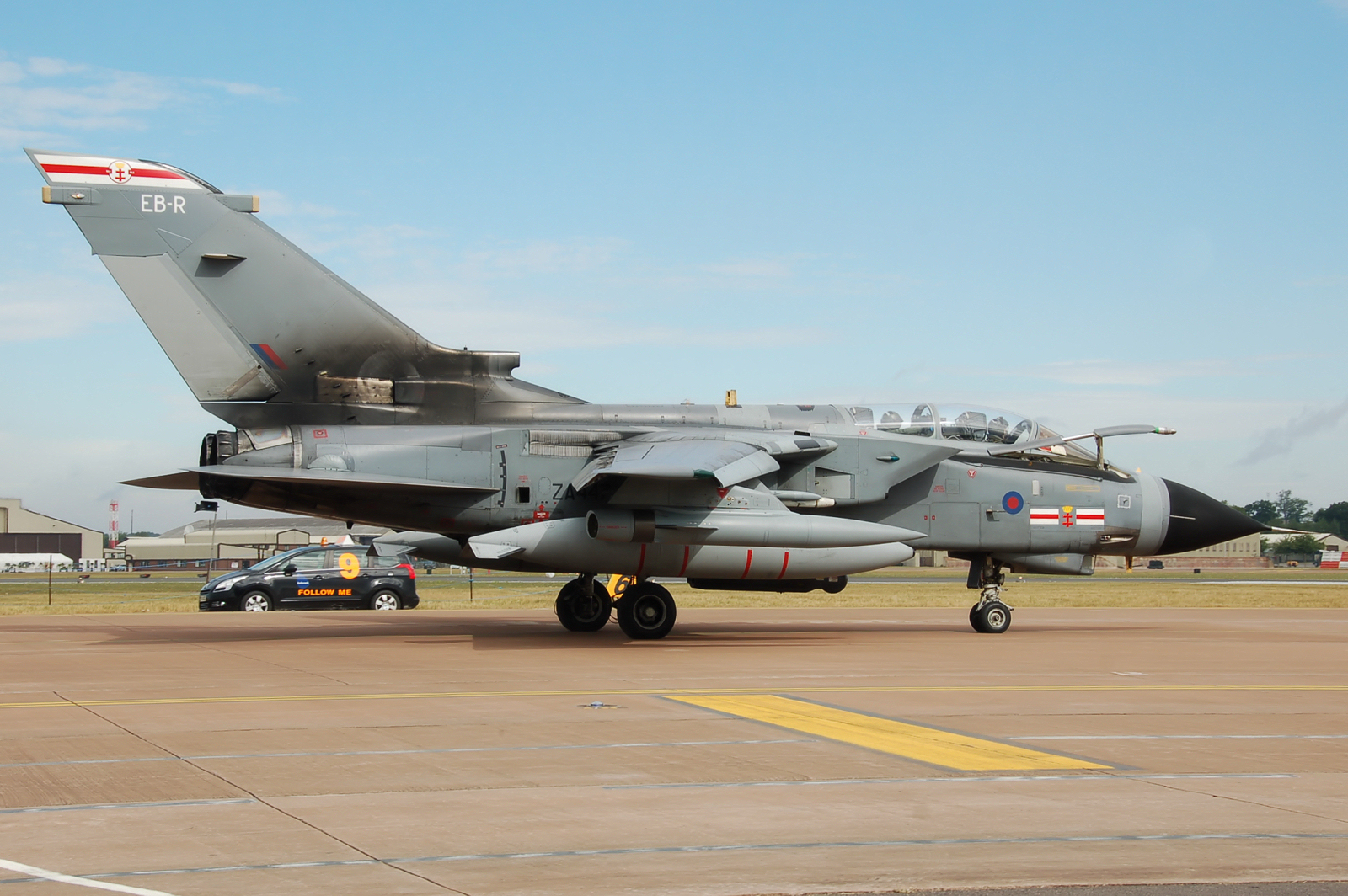
Un Tornado GR.4 británico en la exhibición RIAT de 2010.

Antes de que se publicara en 2010 la revisión de defensa SDSR (Strategic Defence and Security Review), se consideró retirar toda la flota de aviones Tornado de la RAF como medida de ahorro de costes, con un ahorro previsto de 7500 millones de libras. Sin embargo, la SDSR concluyó que se debía mantener el más capaz Tornado a costa de la flota de aviones de ataque Harrier; pero pedía, no obstante, una reducción de la flota de Tornado mientras se realiza la transición al Eurofighter Typhoon y próximamente al F-35 Lightning II.
Intervención en Libia
El 18 de marzo de 2011, el primer ministro británico David Cameron anunció el despliegue de aviones Tornado GR.4, junto con cazas Typhoon, para llevar a cabo la zona de exclusión aérea en Libia. El 20 de marzo varios aviones Tornado británicos volaron 3000 millas (4828 km) para llevar a cabo ataques sobre emplazamientos militares del gobierno de Muamar el Gadafi usando misiles de crucero Storm Shadow en la que fue «la misión de bombardero de mayor alcance llevada a cabo por la RAF desde el conflicto de la Malvinas» según el secretario de defensa británico Liam Fox. Las operaciones sobre Libia continuaron con el uso de un conjunto de armas que incluye bombas guiadas por láser (desplegadas en conjunto con el designador de blancos LITENING), y misiles antitanque Brimstone.

## Accidentes
Entre todos los accidentes en los que se vieron implicados aviones Tornado fallecieron al menos 40 tripulantes británicos, 31 alemanes, 6 saudíes, y 4 italianos. Algunos de los accidentes más significativos fueron los siguientes:
- El 12 de junio de 1979, el prototipo P.08 (asignado a Reino Unido con matrícula XX950) se estrelló en el Mar de Irlanda durante un lanzamiento de armas simulado, provocando la muerte de sus dos tripulantes, los británicos Russ Pengelly (piloto) y John Gray (navegante).[148]
- El 16 de abril de 1980, el prototipo P.04 (asignado a Alemania con matrícula D9592 / 98+05) se estrelló cerca de Hanóver provocando la muerte de sus dos tripulantes, los alemanes Ludwig Obermeier (piloto) y Kurt Schreiber (navegante).[149][150]
- El 9 de agosto de 1988, dos GR.1 británicos (matrículas ZA329 y ZA593) colisionaron en pleno vuelo cerca de Milburn, Cumbria; los cuatro tripulantes perdieron la vida.[133]
- El 31 de octubre de 1991, dos IDS alemanes (matrículas 43+84 y 46+17, uno de la Marina y el otro de la Luftwaffe) se estrellaron en Skagerrak, Dinamarca, tras colisionar mientras realizaban un reabastecimiento en vuelo entre ellos con un tanque buddy;[145] los tripulantes pudieron eyectarse a tiempo, pero uno de ellos (el capitán de corbeta Gressmann) murió de hipotermia.[150]
- El 15 de julio de 1998, un IDS italiano (MM7017) impactó contra un buitre en vuelo a baja cota y se produjo un incendio en el motor. Los tripulantes, Andrea Lucarelli y Edi Turco se eyectaron del aparato siniestrado tras comprobar que habían pasado un pueblo cercano y que el aparato no caería sobre la localidad. La tripulación sobrevivió y fue rescatada por un helicóptero del SAR. La EADA se encargó de la recuperación y custodia de los restos del aparato, en coordinación con la Guardia Civil.
- El 27 de enero de 1999, dos IDS alemanes (matrículas 43+26 y 44+36) colisionaron en vuelo en el Mar del Norte aproximadamente 30 km al norte de la isla Norderney, Alemania; en el accidente perdió la vida un tripulante de cada uno de los aviones.[145]
- El 30 de agosto de 2000, el IDS 44+22 alemán se estrelló en Goose Bay, Canadá, debido a un fallo en los motores; murieron los dos tripulantes.[145]
- El 21 de abril de 2004, se volvió a producir un accidente entre dos IDS alemanes (matrículas 45+18 y 44+24) mientras realizaban un reabastecimiento en vuelo con un tanque buddy al norte de Alemania; los tripulantes del primer avión se salvaron, pero los del segundo fallecieron.[145]

## Ejemplares expuestos
Aunque el Tornado sigue estando operativo, hay algunos aparatos antiguos que están expuestos públicamente. A continuación se listan algunos ejemplos:
- Prototipo Tornado P.02 XX946 expuesto en el Museo de la RAF de Cosford, Inglaterra.
- Prototipo Tornado P.03 XX947 expuesto en el Aeropuerto de Shoreham, Inglaterra.
- Los Tornado GR.1 XZ631 y ZA354 expuestos en Museo del Aire de Yorkshire, Elvington, Inglaterra.
- Tornado GR.1 ZA362 expuesto en el Museo de la Aviación de Highland, Inverness, Escocia.
- Tornado GR.1 ZA374 expuesto en el Museo Nacional de la Fuerza Aérea de Estados Unidos, Wright Patterson, Ohio, Estados Unidos.
- Tornado GR.1 ZA457 expuesto en el Museo de la RAF de Londres, Inglaterra.
- Tornado GR.1 ZA465 expuesto en el Museo Imperial de la Guerra, Duxford, Inglaterra.
- Tornado F.3 ZE934 expuesto en el Museo Nacional del Vuelo, East Fortune, Escocia.
- Tornado F.3 MM7210 expuesto en el Museo de la Fuerza Aérea Italiana, Vigna di Valle, Italia.
- Tornado IDS 44+56 expuesto en el Luftwaffenmuseum, Berlín, Alemania.

## Especificaciones (Tornado GR.4)
Referencia datos: International Warbirds: An Illustrated Guide to World Military Aircraft, 1914-2000

### Características generales
- Tripulación: 2 (piloto y navegante)
- Longitud: 16,7 m (54,9 ft)
- Envergadura: (ala de geometría variable)
  - Con flecha de 25°: 13.91 m
  - Con flecha de 67°: 8.60 m
- Altura: 6 m (19,5 ft)
- Superficie alar: 26,6 m² (286,3 ft²)
- Peso vacío: 13 890
- Peso máximo al despegue: 28 000
- Planta motriz: 2× turbofán con postcombustión Turbo-Union RB199-34R Mk.103.
  - Empuje normal: 43,8 kN (4468 kgf; 9850 lbf) de empuje cada uno.
  - Empuje con postquemador: 76,8 kN (7833 kgf; 17 270 lbf) de empuje cada uno.

### Rendimiento
- Velocidad máxima operativa (Vno): 2418 km/h (1502 MPH; 1305 kt) (Mach 2.34)
- Alcance en combate: 1390 km (751 nmi; 864 mi) con carga de combate típica
- Alcance en ferry: 3890 m (12 762 ft) con cuatro tanques de combustible auxiliares
- Techo de vuelo: 15 240 m (50 000 ft)
- Régimen de ascenso: 76,7 m/s (15 098 ft/min)
- Empuje/peso: 0.55

### Armamento
- Cañones: 2× cañones revólver Mauser BK 27 de 27 mm montados internamente en la parte inferior a ambos lados del morro, cada uno con 180 proyectiles.
- Puntos de anclaje: 3× soportes pesados y 4× ligeros bajo el fuselaje, 4× pilones subalares rotativos (debido a la geometría variable) para portar un máximo de 9000 kg de carga, los pilones del lado interno disponen de raíles laterales para 2× misiles aire-aire de corto alcance cada uno, para cargar una combinación de:  
  - Bombas: 

    - Bombas de racimo antitanque:
      - BL755

    - Bombas guiadas por satélite:
      - JDAM

    - Bombas guiadas por láser:
      - 5 × 500 lb Paveway IV o
      - 3 × 1000 lb (UK Mk 20) Paveway II/Enhanced Paveway II o
      - 2 × 2000 lb Paveway III (GBU-24)/Enhanced Paveway III (EGBU-24)

    - Bombas planeadoras con sistema de guiado GPS/electro-óptico:
      - HOPE/HOSBO

    - Dispensadores de submuniciones antipista:
      - 2x JP233 o
      - 2x MW-1

    - Bombas nucleares tácticas:
      - 4x B61 o
      - 4× WE.177

  - Misiles: 

    - Misiles aire-aire:
      - 4x AIM-9 Sidewinder o
      - 4x IRIS-T o
      - 4x AIM-132 ASRAAM para autodefensa o
      - 4x Skyflash (montado en 4 puntos rígidos semiempotrados debajo del fuselaje) o
      - 4x AIM-120 AMRAAM (montado en 4 puntos rígidos semiempotrados debajo del fuselaje)

    - Misiles aire-superficie:
      - 6× AGM-65 Maverick

    - Misiles antitanque:
      - 12x Brimstone

    - Misiles de crucero:
      - 4× Storm Shadow o
      - 4x Taurus KEPD 350

    - Misiles antibuque:
      - 2x AS.34 Kormoran o
      - 2x BAe Sea Eagle

    - Misiles antirradiación:
      - 4× AGM-88 HARM o
      - 9× ALARM

  - Otros: 

    - 4× tanques de combustible externos para vuelo en ferry, misiones de largo alcance o con más tiempo de merodeo.
    - Contenedor de reconocimiento RAPTOR.
    - Contenedor de designación de objetivos RAFAEL LITENING.
    - Contenedor de designador láser convertible CLDP.
    - Contenedor de designador láser TIALD.
    - Contenedor de designador láser Sniper ATP.
    - Contenedor de contramedida electrónica GEC Sky Shadow.
    - Contenedor de contramedida electrónica DASA TSPJ (Tornado Self Protection Jammer).

### Aviónica
- Radar combinado de trazado de mapas y seguimiento del terreno Raytheon Systems Decca Doppler Tipo 72
- Receptor de sistema de posicionamiento global (GPS)
- Infrarrojo de barrido frontal (FLIR)
- Head-up display (HUD) de gran angular
- BAE Systems TARDIS (Tornado Advanced Radar Display Information System)
- Radar GEC-Marconi/Ferranti AI.24 Foxhunter

### Desarrollos relacionados
- Panavia Tornado ADV.

### Aeronaves similares
- Xian JH-7
- General Dynamics F-111 Aardvark
- Grumman F-14 Tomcat
- McDonnell Douglas F-15E Strike Eagle
- Dassault Mirage G
- Dassault Mirage 2000N/D
- Dassault Mirage 4000
- Mikoyan-Gurevich MiG-23
- Mikoyan MiG-27
- Sukhoi Su-24
- Sukhoi Su-30
- Sukhoi Su-34
- Sukhoi Su-35
- Mikoyan MiG-31 BM
- Soko J-22 Orao

### Secuencias de designación
- Principales proyectos de desarrollo de aviones de combate multinacionales europeos:
  - Dassault/Dornier Alpha Jet — 
  - SEPECAT Jaguar — 
  - Panavia Tornado — 
  - Eurofighter Typhoon —

### Listas relacionadas
- Anexo:Aeronaves de la Luftwaffe.
- Anexo:Aeronaves de la Royal Air Force.